# Хронологія російського вторгнення в Україну (березень 2022)
Хронологія російського вторгнення в Україну, березень 2022
Ця стаття є частиною Хронології широкомасштабного російського вторгнення в Україну з 2022 року.
Про попередні події див. Хронологія російського вторгнення в Україну (лютий 2022)

## Становище на 1 березня 2022 року
За перші п'ять днів наступу ЗС РФ захопили великі території: Приазов'я від Херсона до Маріуполя і Василівки, північні райони Київщини, Луганщини, Харківщини, Чернігівщини, майже всю Сумщину та атакували і обстрілювали Київ, Харків, Чернігів, Суми, над якими нависла загроза оточення. В цілому російські війська знизили темпи наступу, але все ще продовжували наступати в деяких напрямках. Агресори відчували труднощі з паливом і боєприпасами.
Окупанти не змогли захопити Чернігів і Харків, тому здійснили ракетні обстріли житлових кварталів у цих містах. Російські війська утримували в оточенні міста Суми, Лебедин і Охтирку, противник здійснював перегрупування з метою продовження наступу в напрямку Києва.
У Донецькій області ворожі війська за підтримки артилерії без успіху намагалися захопити оточений Маріуполь.
На Таврійському напрямку росіяни наявними силами вийшли на рубіж у районах населених пунктів Скадовськ, Гола Пристань, Херсон, Нова Каховка. Також ЗС РФ перегрупувалися і наступали в напрямку Миколаєва і Вознесенська.
У Бучі, Гостомелі, Новій Басані окупанти здійснювали грабежі та мародерство.
Попри те, що Російська Федерація є державою-учасницею Женевських конвенцій про захист жертв війни, її війська зухвало порушують норми міжнародного гуманітарного права в Україні.
Російські війська були зосереджені на оточенні столиці. Наступальні можливості Росії упущені.
Станом на 12.00 01.03.2022 орієнтовні втрати озброєння і військової техніки противника ЗС РФ за оцінками Генштабу ЗСУ склали: літаків — 29 од., вертольотів — 29 од., танків — 198 од., ББМ — 846 од., арт. систем — 77, засобів ППО — 7 од., РСЗВ — 24 од., БпЛА — 3 од., АТТ — 305 од., цистерн з паливом — 60; кораблів, катерів — 2, особового складу — 5 700 чоловік[уточнити].

## 1-10 березня

### 1 березня
Росіяни наступали і вели вуличні бої у Херсоні, на околицях Чернігова і під Крутами, початок атак на Вознесенськ. Українці наносили ракетні удари по аеродромах у Бердянську і Таганрозі. Повністю оточено Маріуполь, який залишились боронити:
- 36-та окрема бригада морської піхоти,
- 501-й окремий батальйон морської піхоти,
- 1-й окремий батальйон морської піхоти,
- 12-та бригада Національної гвардії,
- окремий загін спеціального призначення «Азов»

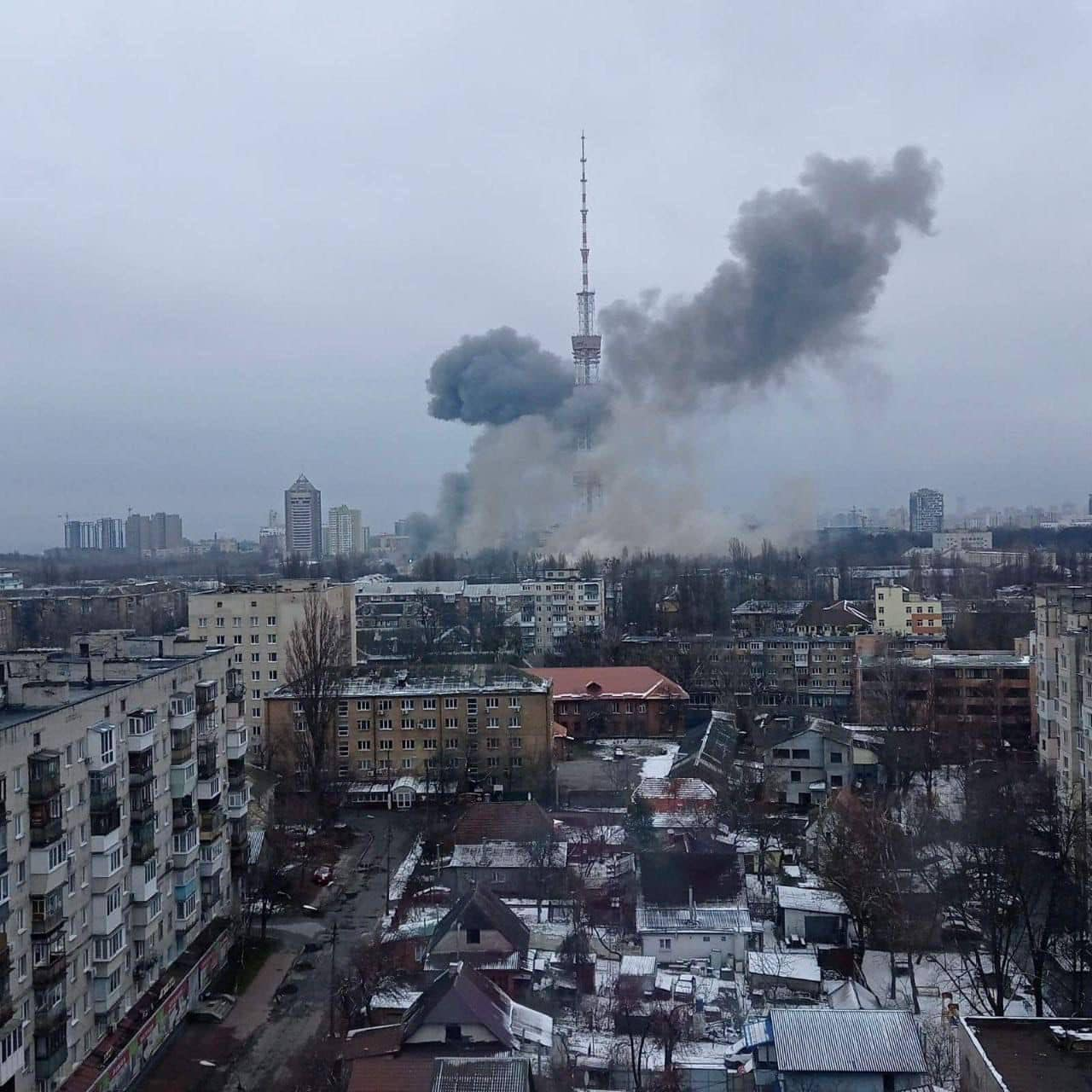
Влучання російської ракети у телевежу у Києві 01.03.2022

Російські війська трьома колонами зайшли до Тростянця. Вони знесли танком ворота у Круглий двір (садиба-манеж, пам'ятка архітектури XVIII століття) і  розбили картинну галерею. Тероборона намагалася чинити опір. 
У Василькові тривали бої за аеропорт.
Росія здійснювала повітряні удари по Херсону (аеропорт), Харкову (середмістя, оперний театр, ОДА, танкове училище), Лозовій, Києву (пошкоджено телевежу на Сирці), Білій Церкві, Боярці, Жулянам, Маріуполю, Житомиру, Охтирці, Баштанці. Знищено залізничний міст у Василівці.
Вранці 1 березня російська ракета вразила майдан Свободи в центрі Харкова, детонувавши перед будівлею Харківської обласної державної адміністрації. 29 людей загинули.
Ввечері в Київську телевежу вдарила ракета, в результаті чого загинуло п'ятеро людей та частково вийшло з ладу державне мовлення.
Ввечері 1 березня та вранці наступного дня російська авіація розбомбила 8 багатоквартирних будинків у Бородянці (Київська область), вбивши не менше 40 людей.
Європарламент рекомендував надати Україні статус кандидата на вступ до ЄС.
Оператор російського газогону «Північний потік-2» Nord Stream 2 AG змушений оголосити себе банкрутом через санкції Заходу.

### 2 березня

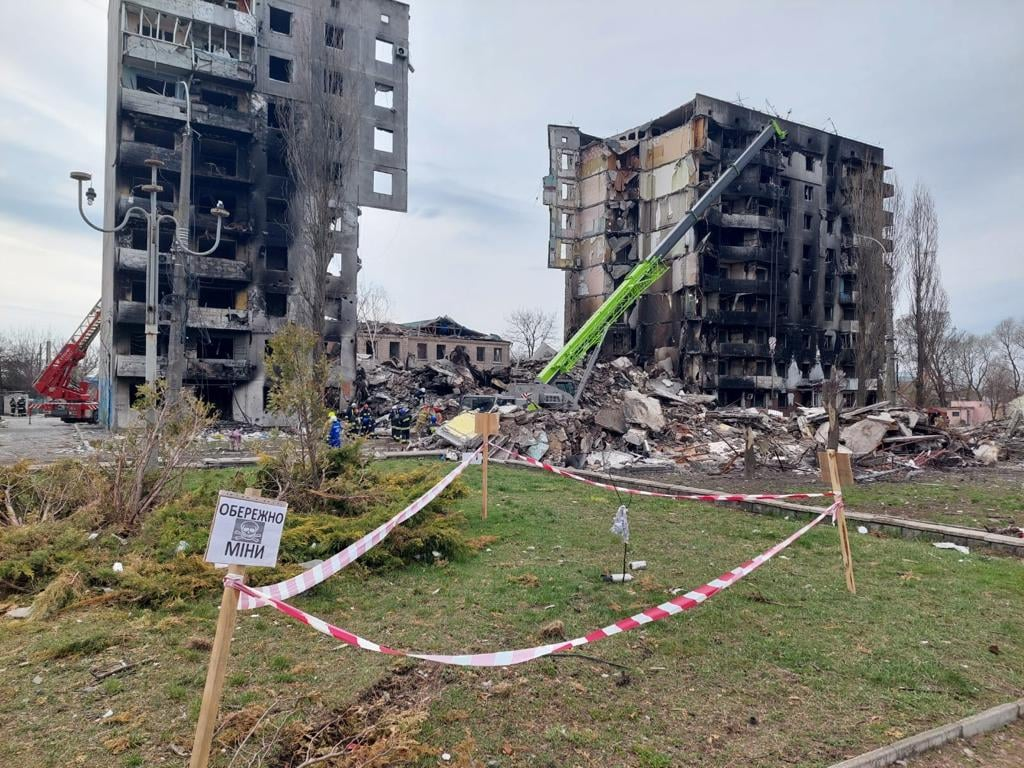
Рештки будинку в Бородянці, бомбардуванням якого 2 березня вбито не менше 23 людей

Бої тривали на підступах до Києва (Гостомель), Харкова, Чернігова, Сум, Маріуполя, Миколаєва, Енергодара, Волновахи, Нового Айдара. Окупанти підійшли до Василівки на Дніпрі. Повідомлено про контрнаступ і тимчасовий захід ЗСУ (95 бригада) до м. Горлівки. Одночасно фактично втрачено Херсон, а Маріуполь опинився в блокаді. Окуповано Тростянець на Сумщині. Російські війська намагалися атакувати у напрямку Золочіва та Балаклеї на Харківщині, а також вдруге — Вознесенська, наступали у бік Баштанки.
Залишено Старобільськ, Токмак, Новопетрівку. Під Києвом тимчасово вибили росіян з Макарова. Знищено повітряний десант біля Миколаївського аеропорту. 93-тя окрема механізована бригада «Холодний Яр» на окремих ділянках (Сумська область) відтіснила росіян до державного кордону.

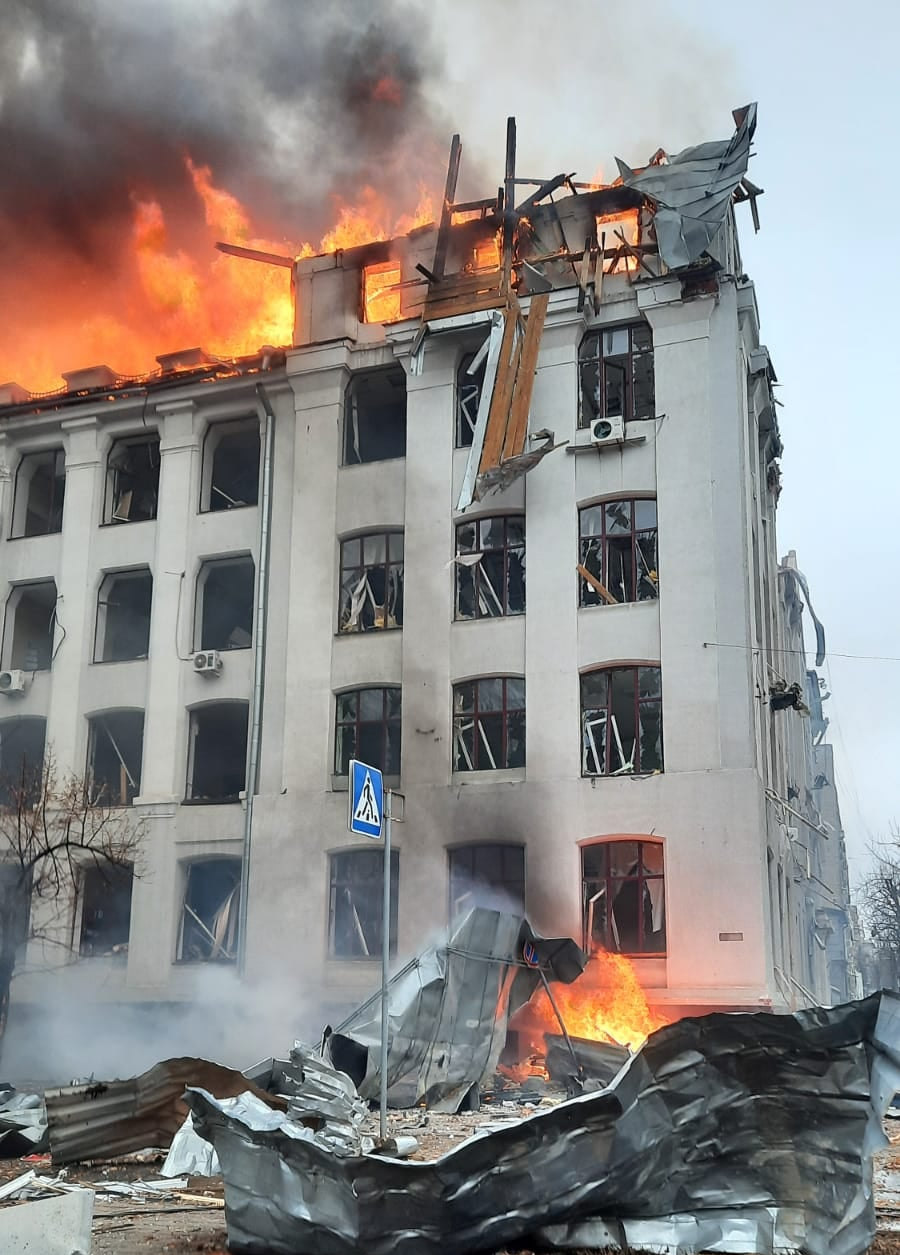
Економічний факультет Харківського університету (будинок Наркомпраці) після ракетного удару 02.03.2022

Завдано удари по Житомиру, Коростеню (телевежа), Кропивницькому (аеродром), Сумам, Костянтинівці, Сєвєродонецьку, Новоайдару, Лисичанську, Попасній, Чернігову, Харкову (Успенський собор), Чугуєву (аеродром), Ізюму, Білій Церкві, Києву. Обстріл Маріуполя.
З початку вторгнення Росія випустила по території України понад 180 ракет.
Проведено евакуацію з Волновахи близько 400 осіб.
Президент Зеленський підписав указ щодо створення Координаційного штабу з гуманітарних та соціальних питань, який допомагатиме громадянам у подоланні складних життєвих обставин у зв'язку зі збройною агресією Російської Федерації проти України. Очолив Координаційний штаб голова офісу президента Андрій Єрмак.
Проросійського мера Кремінної на Луганщині Володимира Струка знайшли мертвим з вогнепальним пораненням в області серця.
Генасамблея ООН ухвалила резолюцію з вимогою до Росії припинити застосування сили в Україні та вивести війська. За проголосувала 141 держава, проти — пʼять (Росія, Білорусія, Сирія, КНДР, Еритрея), утрималися 35 (серед них Китай, Індія, ПАР, Казахстан, Пакистан, Іран, Ірак, Куба, ЦАР).
159 нобелівських лауреатів — вчених зі світовим ім'ям — підписали відкритий лист на підтримку України. Пізніше їх кількість перевищила 200.
Вранці 2 березня повідомлялося, що російським військам вдалося захопити Херсонський залізничний вокзал і річковий порт. Трохи пізніше з'явилася інформація, що російським військам вдалося захопити Херсон.
Радник Офісу Президента України Олексій Арестович заявив, що українські війська вперше під час війни перейшли в наступ і просувалися в бік Горлівки. Пізніше повідомлялося, що частина міста була звільнена воїнами 95-ої бригади.

### 3 березня
Тривали бойові дії навколо Києва, Харкова, Миколаєва, ЗС РФ нанесли ракетно-бомбові удари по Житомиру, Чернігову, Маріуполю, Києву, Харкову, Ізюму, Охтирці, Василівці, Затоці, іншим прифронтовим містам. Під час російської танкової атаки і обстрілів виникла пожежа на Запорізькій АЕС в Енергодарі. Маріуполь продовжує залишатися без електроенергії, води та опалення через постійні обстріли з боку російських окупантів. Повідомлено про окупацію Новоайдара.
У Біловезькій Пущі відбувся 2-й раунд російсько-українських переговорів.
Головний прокурор Міжнародного кримінального суду (ICC) Карім Хан заявив, що почалося розслідування можливих військових злочинів, скоєних Росією.
За даними ООН, понад 1 млн людей залишили Україну з 24 лютого.

### 4 березня

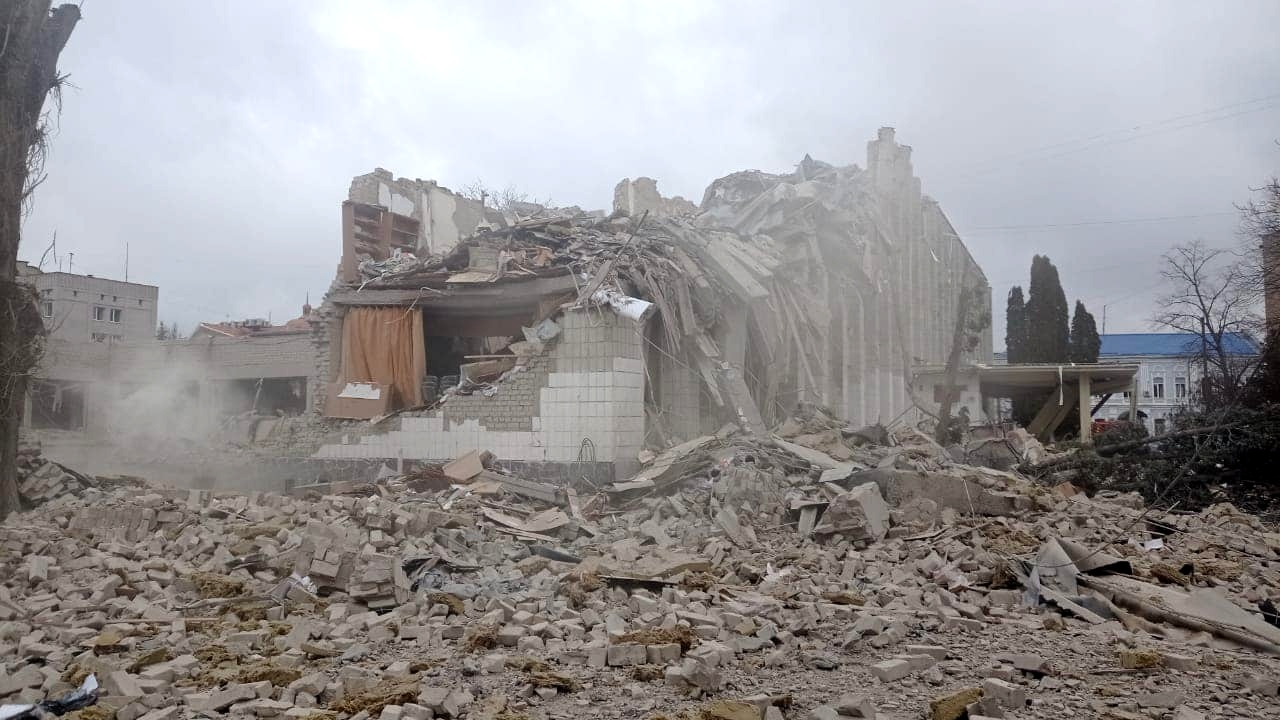
Удар по житомирському ліцею №25

Росія не полишала намірів взяти Київ в облогу, просуватись на Новоайдарському та Сєверодонецькому напрямках, атакувати Вознесенськ, Миколаїв, Оріхів, Гостомель, Ізюм, західніше Харкова, силами 6 БТГ намагалася втримати оточення навколо Маріуполя. Тривала оборона Чернігова, Охтирки, Сум, Маріуполя, Волновахи. 

### 5 березня

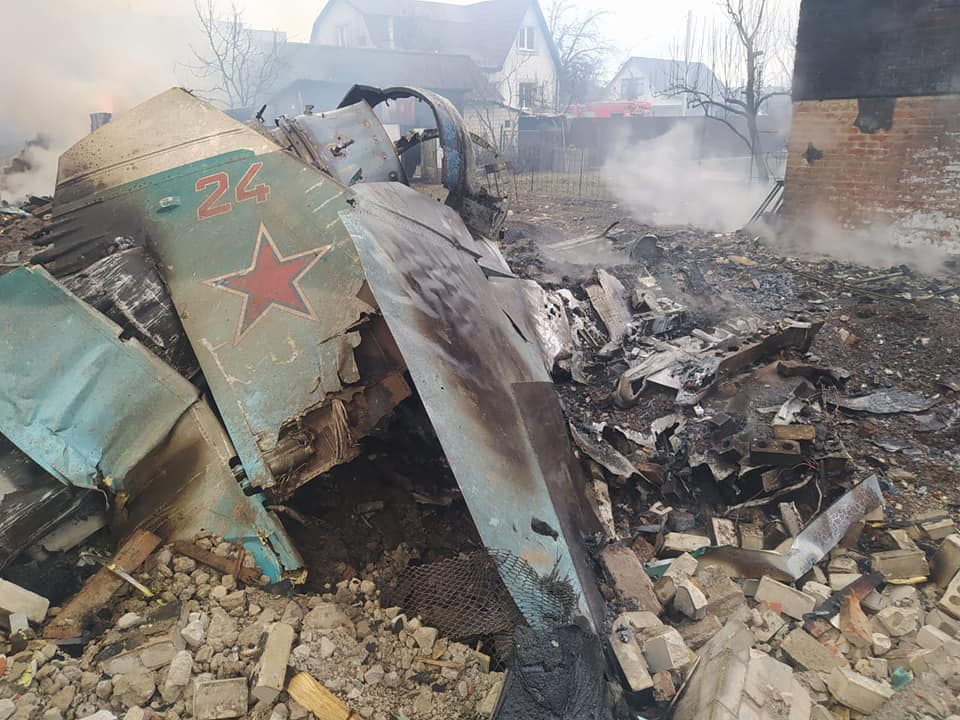
Рештки російського Су-34, збитого над Черніговом 5 березня

Основні зусилля росіяни зосереджували на оточенні Києва та Харкова. Крім того, окупанти мали намір вийти на адміністративні кордони у Луганській та Донецькій областях та у подальшому створити сухопутний коридор з окупованим Кримом. На Поліссі росіяни розпочали інженерні роботи з розгородження шляхів в районі Бородянки, ймовірно з метою подальшого висування у напрямку Києва. Окупаційні підрозділи було зупинено у районах Шибене та Катюжанка. У районі Димера росіяни продовжують створення району оборони. У Перемозі Броварського району Київської області ЗСУ накрили з повітря 15-ту окрему мотострілецьку бригаду з Самари.
На Таврійському напрямку підрозділи противника зі складу 58-ї загальновійськової армії Південного воєнного округу ЗС РФ намагаються продовжити наступ у напрямку Запоріжжя, а підрозділи зі складу 20 загальновійськової армії Західного воєнного округу ЗС РФ — роблять спроби обійти Харків та рухатися у південно-західному напрямку. В Миколаївській області ЗСУ відбили аеропорт Кульбакіно і завдали удару по колоні, яка намагалася зранку обійти місто.

### 6 березня
Російські війська продовжували наступальну операцію проти України, зосереджуючи основні зусилля на оточенні міст Київ, Харків, Чернігів, Суми та Миколаїв, виході на адміністративні кордони в Луганській та Донецькій областях, в напрямку Маріуполь — Новоазовськ. Окупаційні угруповання перейшли до накопичення ресурсів для штурму Києва.
На Поліському напрямку окупанти намагалися встановити повний контроль над містами Буча та Ірпінь і наблизитись до столиці України. В районі міста Ірпінь ЗС РФ здійснювали висування танкових та мотострілецьких підрозділів.
На Сіверському напрямку окупанти намагалися забезпечити тактичну перевагу для виходу до східних околиць Києва через Броварський і Бориспільський райони, а також встановлення контролю над містами Чернігів та Суми. Нанесено вогневе ураження по місцях скупчення російських ОВТ у районах Нова Басань та Скрипалі.
На Таврійському напрямку окупанти силами до трьох БТГр ведуть наступ у напрямку міста Запоріжжя. Росіянам вдалось відновити рух потягів по Антонівському залізничному мосту через р. Дніпро. Крім того, триває просування російських підрозділів у північно-східному напрямку вздовж р. Інгул. БТГр форсувала річку та зайняла н.п. Кашперо-Миколаївку. В ході ведення бойових дій ЗСУ звільнено м.Чугуїв.
Указом Президента України В. Зеленського містам, які спричиняли найзавзятіший опір російським загарбникам, було присвоєно звання міст-героїв:
- Харків
- Чернігів
- Маріуполь
- Херсон
- Гостомель
- Волноваха

### 7 березня

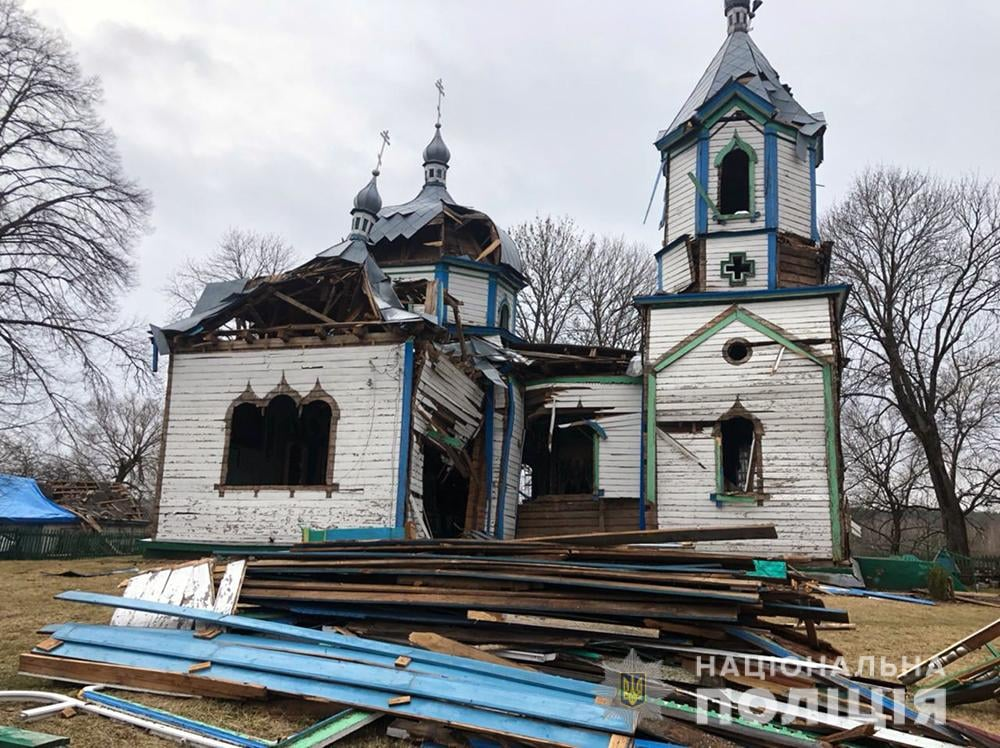
Церква у В'язівці (Житомирська область) після обстрілу 7 березня

ЗС РФ продовжували наступальну операцію проти України, зосереджуючи основні зусилля на оточенні Києва, Харкова, Чернігова, Сум, Маріуполя, Миколаєва. Також окупанти не полишали спроб вийти на адміністративні кордони Луганської та Донецької областей.
На Поліському напрямку російські окупанти зосереджували основні зусилля на оточенні Києва. На основних напрямках відзначалося зосередження в районі н.п. Гостомель до 2 БТГр; в районі н.п. Буча — до 3 БТГр, посилених танковими підрозділами; в районі н.п. Бородянка — до 2 БТГр; в районі н.п. Ситняки — до 2 БТГр. Тривала підготовка окупантів до наступу на Вишгород. Також росіяни здійснювали підготовку до відновлення наступу у напрямках: на н.п. Гостомель, Ірпінь, Стоянка.
На Сіверському напрямку російські війська силами підрозділів зі складу 2-х загальновійськових армій та танкової дивізії Центрального воєнного округу основні зусилля зосередив на напрямках: н.п. Бровари — до 2 БТГр; в районах н.п. Семенівка, Мена, Бобровиця — до 3 БТГр; н.п. Бориспіль — до 4 БТГр. Окупанти продовжували спроби встановити контроль над Черніговом та зосереджували підрозділи 41-ї загальновійськової армії Центрального воєнного округу біля його південних околиць.
На Слобожанському напрямку росіяни силами підрозділів танкової армії, двох загальновійськових армій та армійського корпусу намагалися продовжити наступ у напрямку на Дніпро. Основні зусилля окупанти зосереджували на напрямках Канева, Дніпра та Сєверодонецька.
На Донецькому напрямку ЗС РФ силами до семи БТГр продовжували наступальні дії з метою виходу на адміністративні кордони Донецької області. Незважаючи на великі втрати, росіяни просувалися у напрямку Волновахи. Окупанти здійснювали неодноразові спроби прорвати оборону в районі н.п. Старомлинівка, а також захопити н.п. Зачатівка, проте понесли значні втрати та відійшли в район н.п. Любимівка. Одночасно росіяни намагалися прорвати оборону міста на західній околиці Маріуполя.
На Таврійському напрямку загарбники силами до 17 БТГр утримували рубежі в Херсонській області. Основні зусилля ЗС РФ зосереджували на напрямках: Миколаїв — до 2 БТГр, Вознесенськ — до 2 БТГр, Білгород-Дністровський — до БТГр, Запоріжжя — до 4 БТГр; Маріуполь — до 3 БТГр. Росіяни перегруповували війська для подальшого наступу на місто Запоріжжя.
Відбувся 3-й раунд російсько-українських переговорів щодо перемир'я.

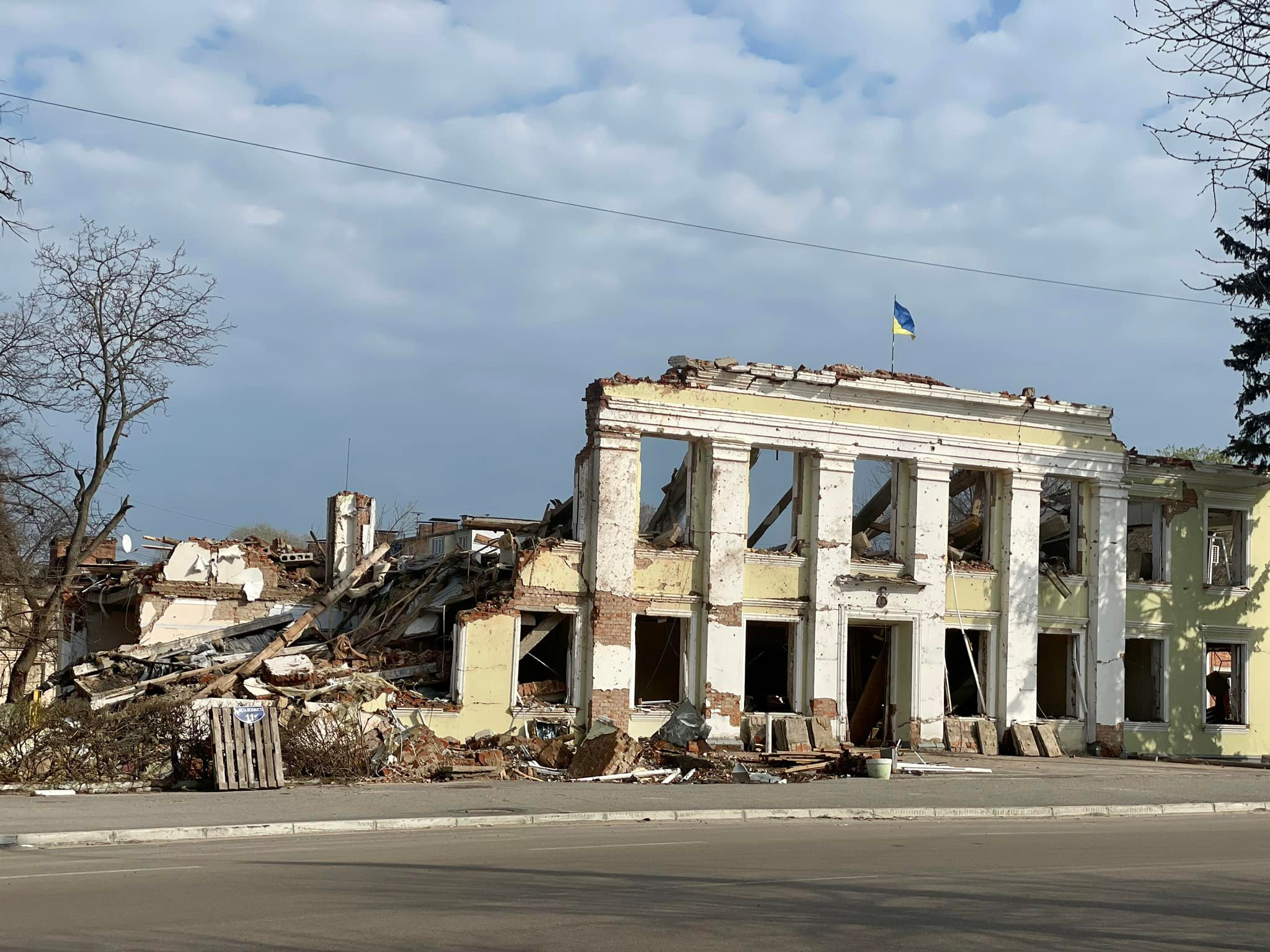
Будівля міськради Охтирки після російського обстрілу в ніч на 08.03.2022

### 8 березня
Основні зусилля окупантів продовжували зосереджуватися на створенні умов для захоплення міст Київ, Харків, Чернігів, Суми, Маріуполь, Миколаїв та виході на адміністративні кордони Луганської і Донецької областей.
Здійснено часткове перегрупування сухопутних військ та ССО Збройних сил Білорусі. Зокрема, у районі Брест перебувають по одній БТГр зі складу 38 одшбр (Брест) та 103 опдбр (Вітебськ) ЗС Білорусі; у районі Олександрівка (район прикордонного КПП в районі н.п. Вільча, Київська обл.) — 2 БТГр 38 одшбр; в районі Кірово (Поліський радіаційний заповідник) — 2 БТГр 103 ОПДБР.
Зведені підрозділи 29, 35, 36 А та ПДВ продовжували утримуватись на рубежах в районі Поліське — Демидів. На напрямку н.п. Димер перебували підрозділи зі складу 98 пдд та 45 обр СпП, активних дій не відзначалося. В районі н.п. Буча ЗС РФ підрозділами зі складу БТГр 76 та 98 ПДД ПДВ намагалися утримати місто, підрозділи 155 ОБРМП відведені на відновлення боєздатності. Для ведення наступальних дій у напрямку н.п. Фастів окупанти стягували додаткові сили. У напрямку н.п. Іванків росіяни продовжували ведення наступу підрозділами окупаційних військ зі складу 35 Армії у взаємодії з 36 омсбр (Борзя) 29 Армії. Після значних втрат тривало відновлення боєздатності БТГр зі складу 106 ПДД та 98 ПДД ПДВ в районі н.п. Ірпінь.
Російські окупанти силами підрозділів зі складу 2-ї, 41-ї Армій та 90-ї тд ЦВО намагалися блокувати Чернігів. В районі Глухова ЗС РФ силами до п'яти БТГр зі складу 90 ТД та чотирьох БТГр зі складу 2-ї Армії Центрального ВО безуспішно намагалися організувати наступ з раніше створеного рубежа.
До семи російських БТГр 1, 2 АК та 150-ї МСД 8-ї Армії не відмовлялися від задуму ведення наступальних дій у напрямках на Дніпро та Запоріжжя з метою виходу на адміністративні кордони Донецької області. Росіянами здійснено невдалу спробу наступу в районі н.п. Троїцьке. Російські окупанти намагалися відновити наступ та захопити Маріуполь. Висунуто 2 БТГр 71 МСП (Калинівська) 42 МСД до н.п. Гуляйполе, Оріхів.
Силами БТГр росіяни наступали у напрямку Тернівки Миколаївської області, зазнали значних втрат та повернулися в райони зосередження біля н.п. Капустине, Баловне, Новоматвіївське.

### 9 березня
Росія суттєво знизила темпи просування військ, але не відмовилася від проведення наступальної операції. ЗС РФ продовжували зосереджувати основні зусилля на оточенні міста Києва, захопленні міст Суми, Харків, Маріуполь, Миколаїв; забезпеченні сухопутного коридору між окупованою АР Крим та континентальною частиною РФ. Окупанти продовжували спроби вийти на адміністративні кордони Луганської та Донецької областей.
На Поліському напрямку росіяни діяли силами окремих підрозділів зі складу 29, 35, 36 загальновійськових армій Тихоокеанського флоту та Повітряно-Десантних Військ РФ. Після невдало проведеного наступу значна кількість підрозділів ударного угруповання окупантів зазнала втрат, та спішно відступила в райони відновлення. Згідно з наявною інформацією, російські війська перегруповувалися з метою підготовки до чергової спроби взяти Київ. Окупанти намагалися відновити наступ на Фастів після невдалих спроб.
На Сіверському напрямку росіяни силами окремих підрозділів зі складу 2, 41 загальновійськових армій та 90 танкової дивізії Центрального воєнного округу намагалися відновити наступ. Силами до БТГр російські окупанти переправилися через річку Трубіж, блокували автотрасу Е95 в районі н.п. Залісся. Росіяни зазнали втрат на підступах до міста Чернігова та на інших напрямках.
На Слобожанському напрямку окупанти силами окремих підрозділів 1-ї танкової армії (до 11 БТГр), 20-ї загальновійськової армії (до 8 БТГр), 6-ї загальновійськової армії (до 3 БТГр) Західного воєнного округу, 14-го армійського корпусу Північного флоту (до БТГр) намагалися утримати рубіж від Сєвєродонецька до міста Суми. Основні зусилля ЗС РФ зосереджували на спробах оточення Харкову та виході на бар'єрний рубіж по річці Дніпро. Росіяни наступали на Ізюм, Петрівське, Грушуваха, а також міста Суми та Охтирка.
На Донецькому напрямку окупанти силами 1-го, 2-го армійських корпусів та окремими підрозділами зі складу 150-ї мотострілецької дивізії 8-ї загальновійськової армії (до 7 БТГр) намагалися продовжити наступ з метою виходу на адміністративні кордони Донецької та Луганської областей.
На Таврійському напрямку російські окупанти силами окремих підрозділів зі складу 49-ї загальновійськової армії, 22-го армійського корпусу, 20-ї мотострілецької дивізії 8-ї загальновійськової армії та Повітряно-Десантних Військ (до 17 БТГр) утримували рубіж від Херсона до Розівки. Російські спроби форсувати Південний Буг не вдалися. Окупанти використовували міжнародний аеропорт Херсон для базування бойових літаків.
В Південнобузькому операційному районі російські окупанти утримували рубіж від міста Херсон до Каховки. Окремі підрозділи зі складу 49-ї загальновійськової армії Південного воєнного округу були зупинені на північний схід від Миколаєва уздовж річки Інгул.

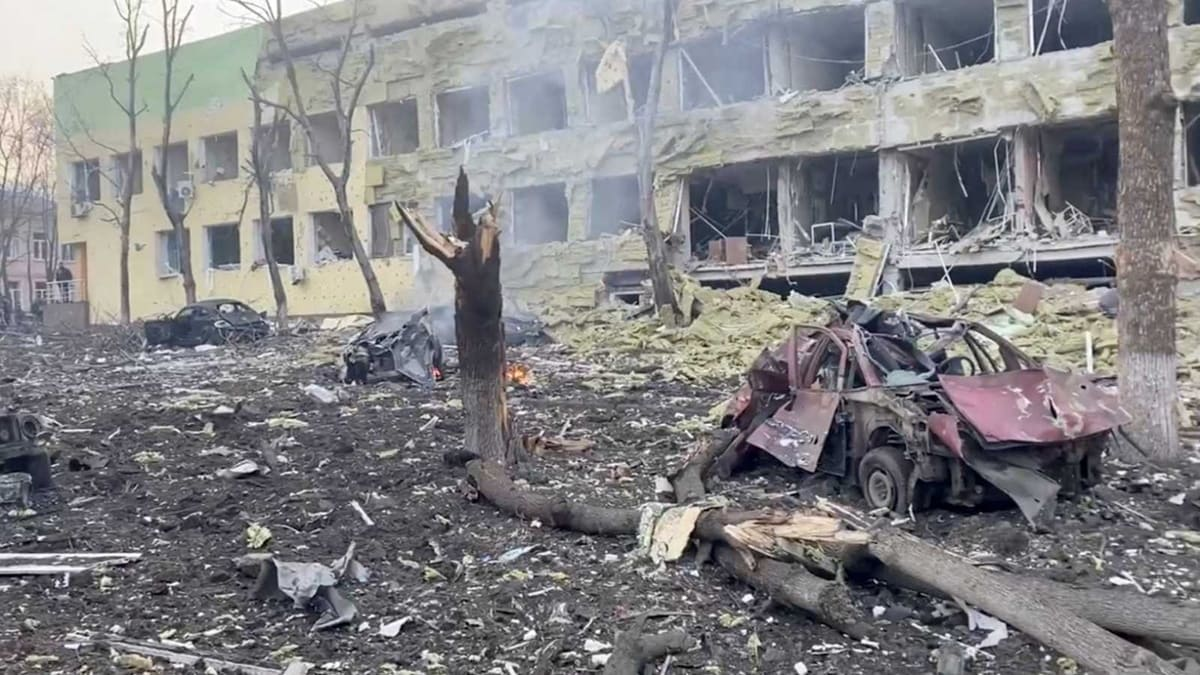
Наслідки авіаудару по лікарні в Маріуполі

ЗС РФ продовжували формувати резерви в пунктах постійної дислокації з метою їх подальшого перекидання до визначених районів на території України. У зв'язку з супротивом мешканців Херсону окупанти намагалися запровадити адміністративно-поліцейський режим, для чого до Херсонської області введені підрозділи Росгвардії, що здійснили неправомірне затримання понад 400 громадян України.
ЗС РФ здійснили авіаудар по лікарні в Маріуполі, який припав на пологове відділення, внаслідок чого загинули троє людей, серед яких одна дитина, ще 17 постраждали.

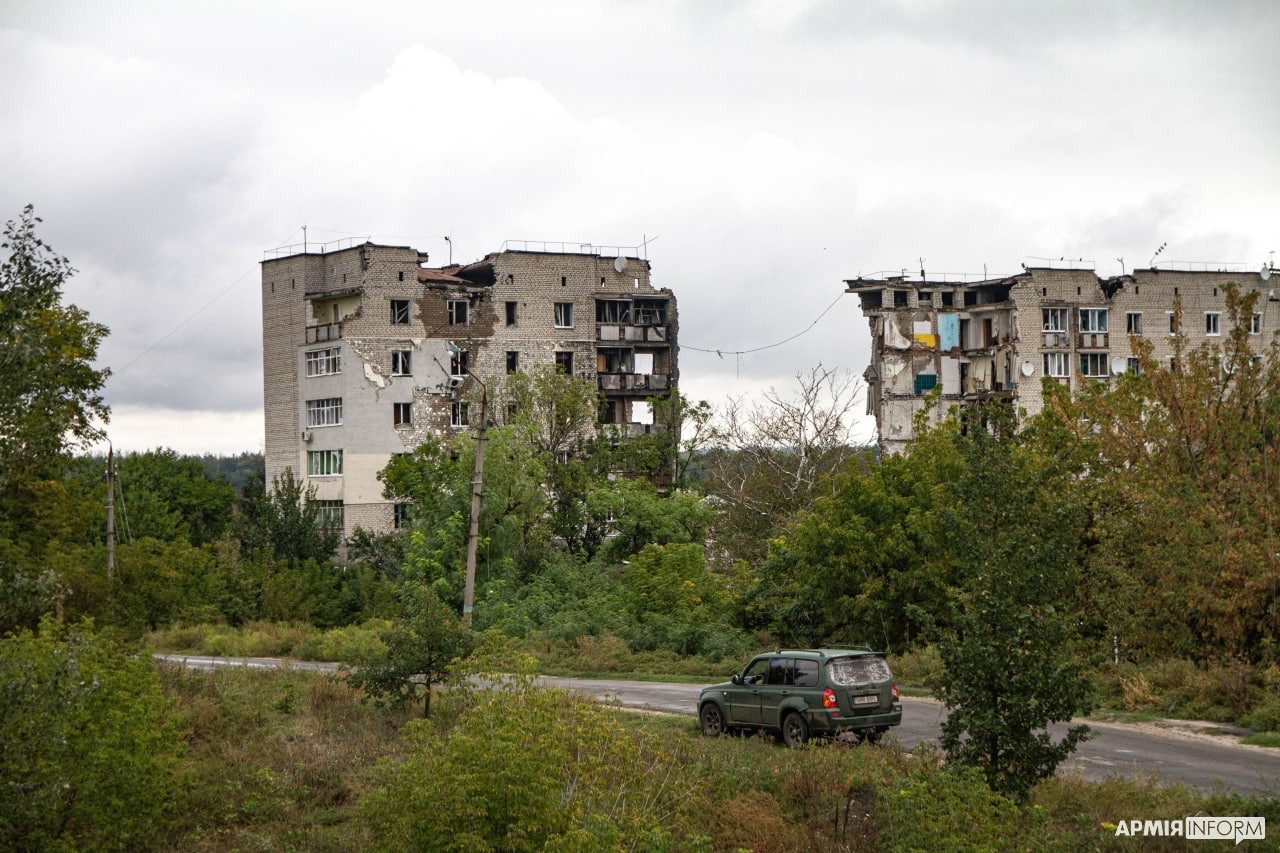
Рештки будинку в Ізюмі на Першотравневій, 2

Вранці російським танковим обстрілом та авіаударами зруйнований 5-поверховий будинок в Ізюмі за адресою Першотравнева, 2. Загинули 54 людини.
Близько 250 іноземців було евакуйовано з території материкової України в Армянськ (Крим).  Для їхнього переміщення було використано бронепоїзд, розповіли у прес-службі Чорноморського флоту.

### 10 березня
На Поліському напрямку окупанти продовжували утримувати населені пункти Поліське, Кухарі, Бородянка, Андріївка, Мотижин, Гореничі, Буча, Демидів. ЗС РФ намагалися відновити боєздатність підрозділів, що понесли значні втрати, перегруповувалися та не відмовлялися від задуму блокування Києва із заходу та південного-заходу. Не виключалася підготовка та проникнення диверсійно-розвідувальних груп противника в Київ під виглядом евакуйованих жителів окупованих населених пунктів. Силами оборони України відбито спробу форсування російськими окупантами річки Ірпінь в районі Мощуну, населений пункт звільнено.
На Миколаївському напрямку російські війська намагалися закріпитись по населеним пунктам Лупарево, Правдино, Благодатне, Новогригорівка, Калинівка, Киселівка, Першотравневе, Олександрівка, Бургунка, Берислав, Таврійськ.
На Кримському напрямку зафіксовано посилення російського військового угруповання батальйонною тактичною групою зі складу 336-ї окремої бригади морської піхоти Балтійського флоту збройних сил РФ.

## 11-20 березня

### 11 березня

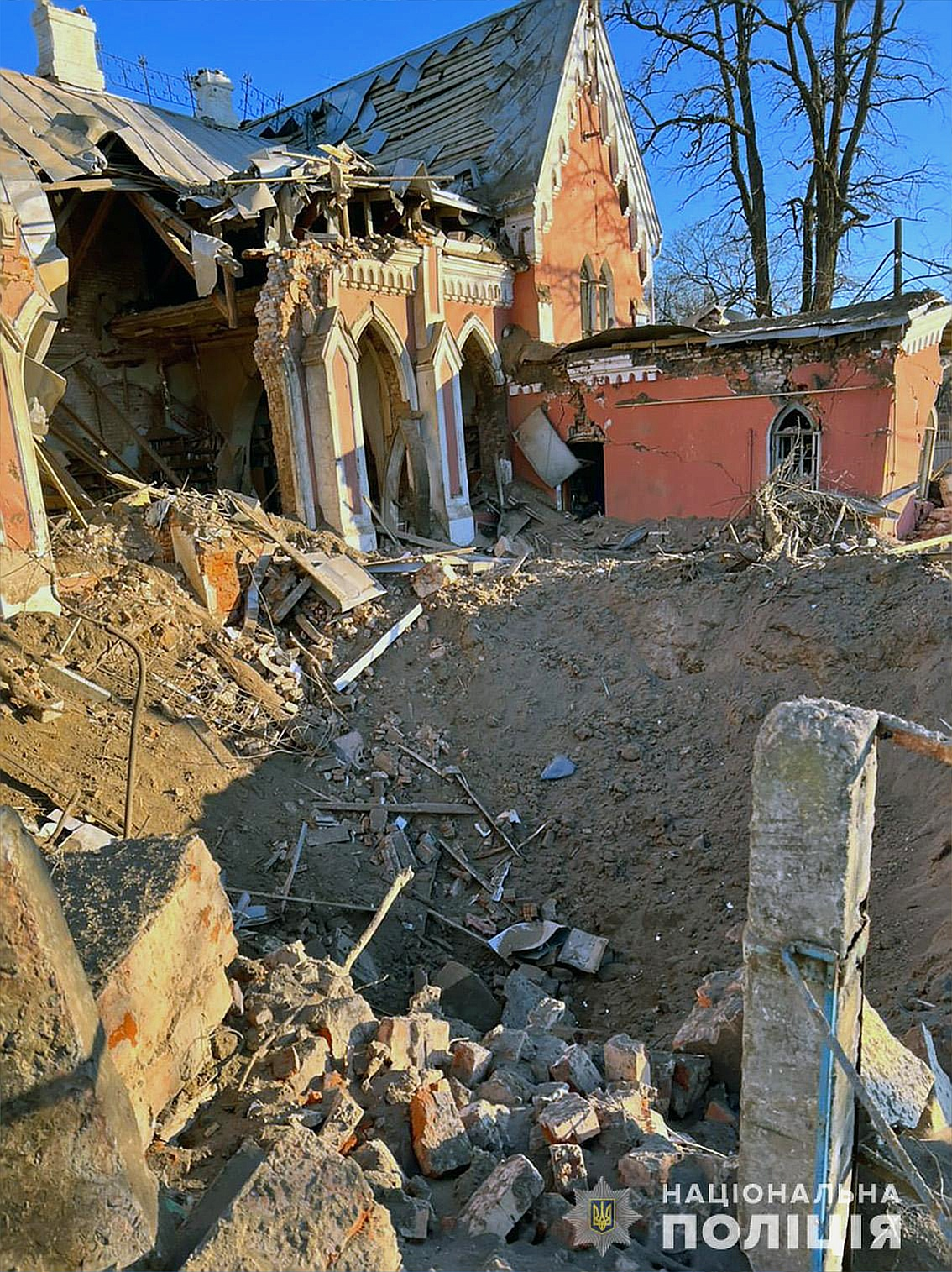
Будинок В. В. Тарновського (Чернігів) після бомбардування

Частини та підрозділи окупаційних військ не полишали спроб продовжити наступ на всіх напрямках. Значна частина російських підрозділів відновлювала боєздатність.
З метою втягування Республіки Білорусь у війну проти України Росія вдалася до провокативних дій. За наявною інформацією авіація ВКС РФ нанесла удар по населених пунктах на території Республіки Білорусь, що знаходяться поблизу державного кордону України. З метою конспірації Російська Федерація здійснила атаку з повітряного простору України.
Російські операції навколо Києва залишалися в глухому стані, і російські сили зробили ще одну паузу, щоб поповнити запаси та переобладнати передові підрозділи.
Російські сили залишалися притиснутими, намагаючись захопити Маріуполь шляхом облоги та бомбардування.
Українські війська зупинили просування Росії на північ і захід від Криму, оскільки російські війська зіткнулися з проблемами постачання та морального духу.
За даними голови Луганської ОВА Сергія Гайдая, в місті Кремінна на Луганщині російські військові розстріляли з танка будинок для людей похилого віку, вбивши 56 людей.
Кремль оголосив про плани перекинути в Україну іноземних бойовиків, у тому числі до 16 тисяч сирійських бійців ІДІЛ.
Повідомляється, що Путін звільнив кількох генералів і заарештував співробітників розвідки ФСБ під час внутрішньої чистки.
За деякими даними, українські військові ліквідували командувача 29-ї загальновійськової армії Росії Андрія Колесникова.
Російська авіація розбомбила в Чернігові стадіон імені Юрія Гагаріна та сусідній будинок В. В. Тарновського, де була розташована бібліотека для юнацтва. Загинули 8 бійців територіальної оборони.

### 12 березня
Російські війська другий день не вели наступальних дій на північний захід від Києва, але відновили обмежені атаки на північний схід Києва та відновили зусилля з повного оточення Чернігова.
Російські війська досягли обмежених територіальних досягнень у східній частині Маріуполя та продовжували обстрілювати місто.
Майже на всіх напрямках висування окупанти намагалися закріпитися на раніше захоплених рубежах.
Російські війська провели новий наступ на північний схід від Херсона вздовж західного берега Дніпра до району Нововоронцовки.

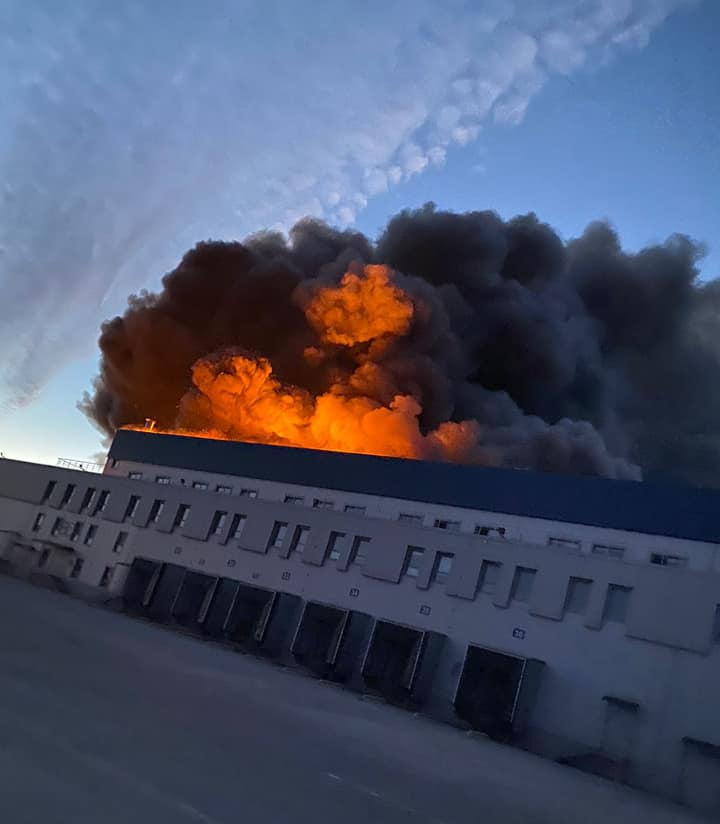
Склад продуктів у селі Квітневе Київської області після обстрілу

Росія продовжувала наносити ракетно-бомбові удари по об'єктах критичної інфраструктури, житловим кварталам та аеродромам. Зокрема, в селі Квітневе Київської області знищено склад із 50 тисячами тон продуктів — один із найбільших у Європі.
Українські військові стверджували, що станом на 11 березня пошкодили або знищили 31 російську батальйонну тактичну групу (БТГ).
Кремль прагнув стримати продовження поставок західної військової допомоги в Україну, погрожуючи, що Росія розглядатиме поставки західної військової допомоги Україні як законні військові цілі.
Повідомлено, що до Донецького металургійного заводу стало приїжджати багато машин швидкої допомоги та бригад реанімації у вечірній час доби. Робітники заводу повідомили, що в доменній печі спалюють чорні пакети, після чого в районі комбінату стоїть запах гару.

### 13 березня
Російські війська 3-й день не вели наступальних дій на північний захід від Києва, також цього дня не проводили атак на північний схід Києва і надавали пріоритет укріпленню своїх комунікацій та логістичних маршрутів.
З початку доби російські окупанти зосередили основні зусилля на просуванні у напрямку міста Кривий Ріг та на захопленні міста Миколаєва.
Росіяни не полишали спроб захопити Маріуполь. Окупанти захопив кілька населених пунктів на північ від Маріуполя Донецької області. Російські війська продовжують накопичувати резерви для наступу на Вугледар та завдають артилерійських ударів по житловим кварталам міста.
Продовжились українські протести в окупованому Херсоні.
Росія перекидає частину своїх сил з Вірменії та Нагірного Карабаху, щоб посилити операції в Україні, а також з Далекого Сходу Росії.
Російські балістичні ракети вранці вбили 35 осіб у Яворівському військовому навчальному центрі поблизу Польщі, ймовірно, намагаючись перешкодити доставці західної допомоги в Україну — після заяви Кремля від 12 березня, що вона розглядатиме вантажі міжнародної допомоги як військові цілі. Загинули щонайменше 35 військових, понад 130 осіб потрапили до шпиталю.
26 січня 2024 року СБУ зібрала доказову базу на колишнього лідера забороненої партії «руський блок», який співпрацює з країною-агресором та корегував атаку на Яворівський полігон.
Миколаїв був обстріляний касетними боєприпасами.

### 14 березня

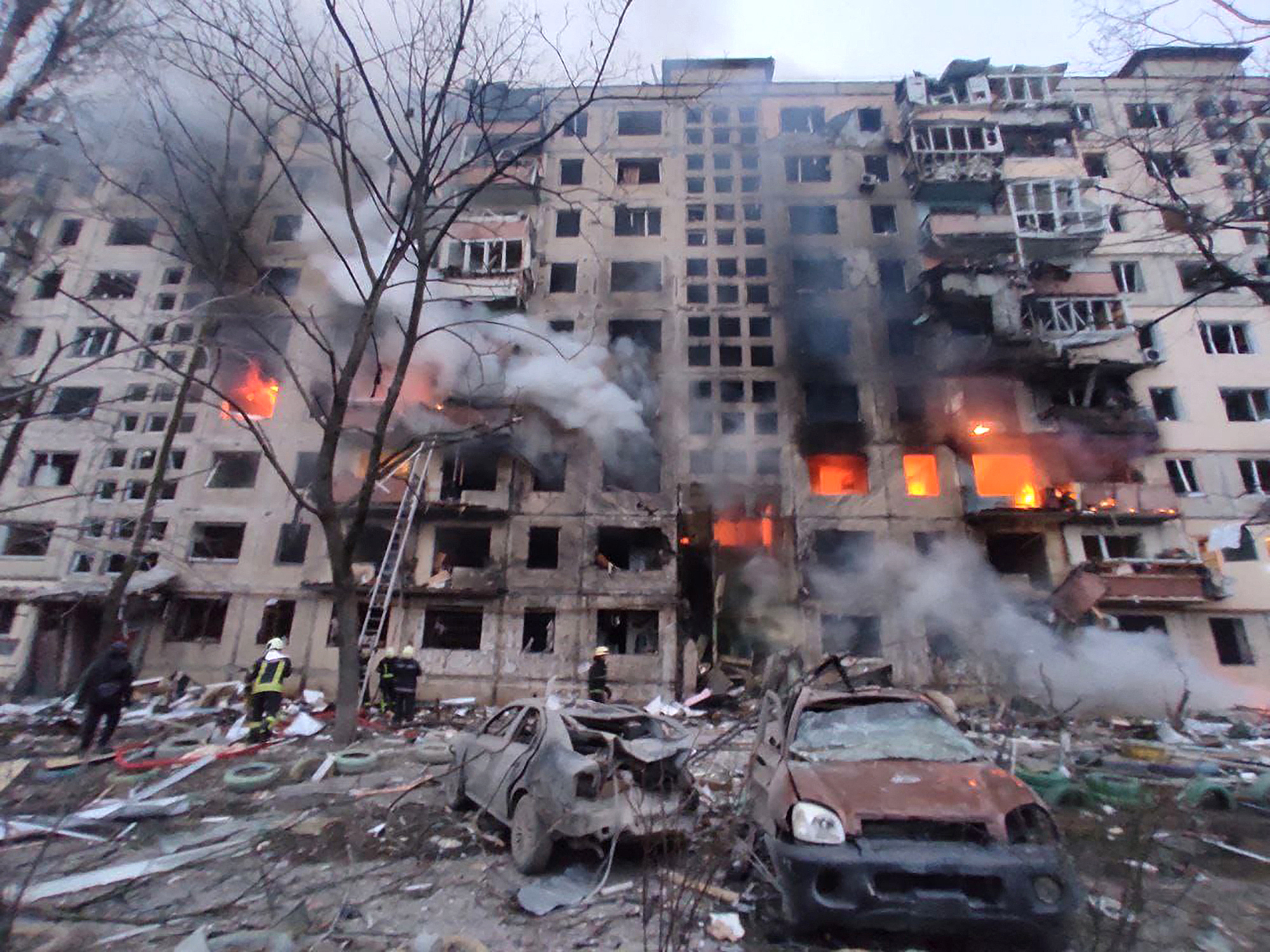
Київ, вул. Богатирська, обстріл 14.03.2022

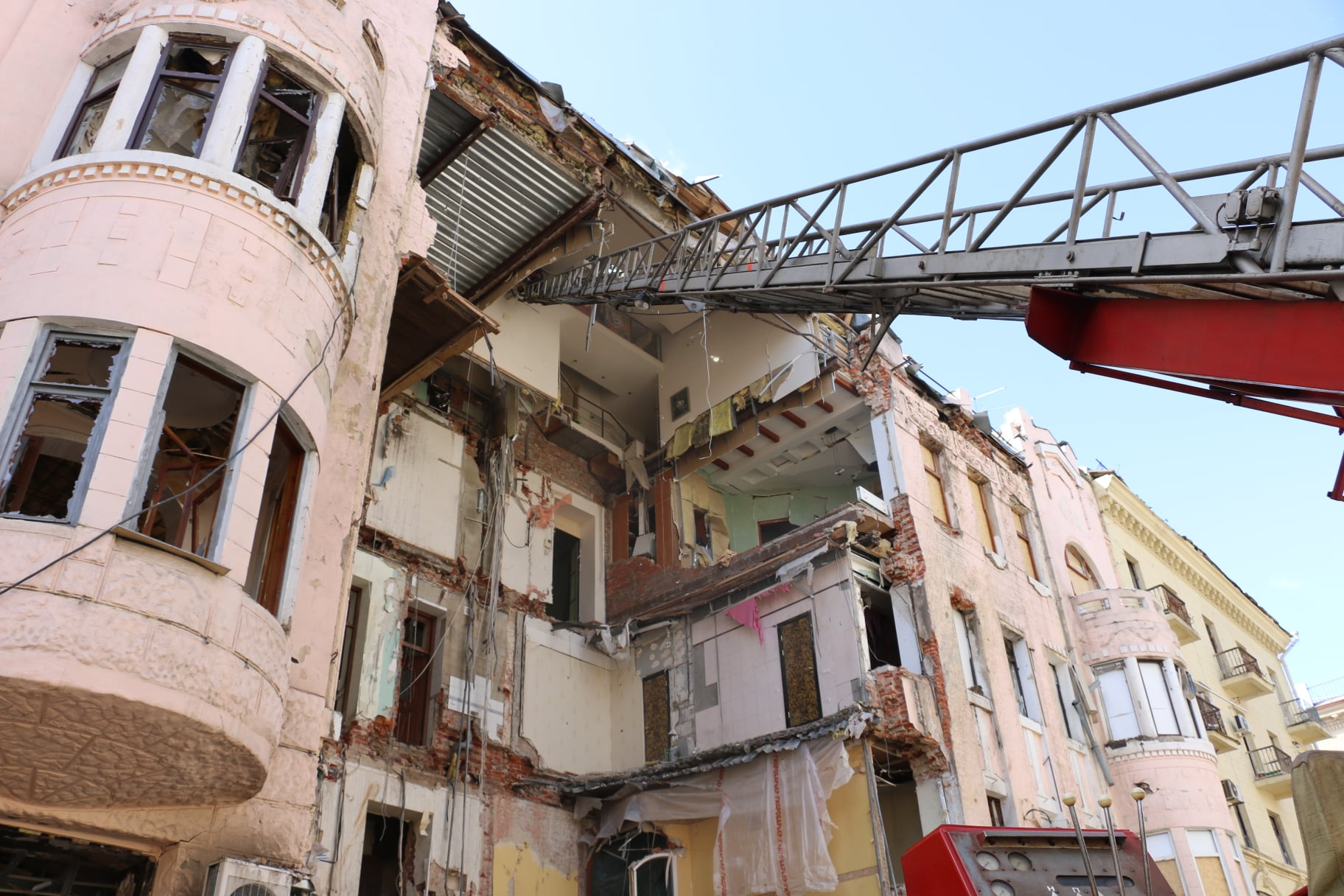
Прибутковий будинок Масловського (Харків) після авіаудару 14 березня

ЗС РФ значних успіхів не мали. Тривало зосередження основних зусиль на утриманні зайнятих рубежів.
На Поліському напрямку окупаційні війська вели бойові дії в районах н.п. Поліське, Кропивня, Захарівка, Олива, Слобода, Кухарська, Жовтневе, Озерщина, Липівка, Копилів, Мотижин, Бузова, Гореничі, Буча, Демидів.
На Сіверському напрямку росіяни вели бойові дії в районах н.п. Любеч, Славутич, Коврита, Золотинка, Мена, Браниця, Калита, Богданівка, Лукаші, Ромни, Недригайлів. Активних наступальних дій не проводилося. ЗС РФ перегруповували війська, вдосконалювали систему матеріально-технічного забезпечення з метою підготовки та відновлення наступу в напрямку на Бровари.
На Слобожанському напрямку окупанти не полишали спроб оточити Суми та вели бойові дії в районах н.п. Сватове, Ізюм, Грушуваха, Петрівське, Гусарівка, Балаклія, Лиман, Малинівка, Кочеток, Безруки, Олександрівка, Велика Писарівка, Тарасівка, Олешня, Недригайлів, Ромни, Талалаївка. Активних наступальних дій не проводилося.
На Донецькому та Таврійському напрямках окупанти визначеними силами ведули бойові дії в районах н.п. Борова, Тернове, Новокраснянка, Луганське, Горлівка, Пантелеймонівка, Микільське, Гуляйполе, Оріхів, Камʼянське.
На Авдіївському напрямку в районі н.п. Кам'янка, під час проведення розвідки боєм окупанти зазнали значних втрат та були вимушені відійти.
На Волноваському напрямку окупанти не припиняли спроб прориву в напрямку на Вугледар.
На Південнобузькому напрямку росіяни намагалися закріпитися в районах н.п. Томина Балка, Надеждівка, Киселівка, Первомайське, Михайло-Ларине, Ульянівка, Піски, Добре, Снігурівка, Архангельське, Заградівка, Осокорівка, Берислав, Каховка.
Тривали сутички на захід від Інгульця (Кривий Ріг). ЗС РФ продовжували спроби захопити Маріуполь
Російські війська продовжували наносити ракетно-бомбові удари по об'єктах критичної інфраструктури.
ЄС ухвалив рішення щодо введення 4 пакету санкцій проти Росії. Санкції спрямовані проти фізичних та юридичних осіб, причетних до агресії проти України, а також на декілька секторів російської економіки. Санкції проти Росії торкнуться заборон на експорт предметів розкоші та нових інвестицій ЄС в російський енергетичний сектор.

### 15 березня
Продовжувались зіткнення на окремих ділянках, зокрема, на північно-західних околицях Києва, в оточеному Маріуполі. Російські окупанти намагалися остаточно блокувати Суми і Ізюм. Тривали російські атаки на Рубіжне, Сєверодонецьк, Лисичанськ, Авдіївку, Попасну, Харків (з П'ятихаток, Руських Тишок). На Поліському напрямку росіяни здійснили невдалу спробу прориву оборони українських військ на напрямку Гута-Межигірська, Лютіж. Водночас окупанти не мали успіху у захопленні Макарова.
Російські війська все ще знаходилися приблизно в 15-20 км на північний захід і приблизно в 20-30 км на схід від Києва.
Тривали ракетно-бомбові удари і обстріли українських міст (Київ, Малин, с. Юр'ївка, РІвне, Дніпро, Харків).
З початку вторгнення в Україну російські війська випустили понад 950 ракет.
Новим командувачем операції Об'єднаних сил призначено Едуарда Москальова. Її колишнього командувача Олександра Павлюка призначено новим головою Київської обласної військової адміністрації.
Президент Володимир Зеленський підписав закони про колабораціонізм.
Київ відвідали премʼєр-міністри Польщі, Чехії та Словенії.
Президент США Джо Байден підписав закон про надання Україні $13,6 мільярда.
Понад 3 млн осіб покинули Україну після вторгнення Росії 24 лютого за повідомленням ООН. Із них 1,4 млн — діти, 157 000 — громадяни третіх країн. 1,7 млн біженців перейшли до Польщі, понад 450 000 — до Румунії, близько 350 000 — до Молдови, майже 265 000 — до Угорщини та майже 215 000 — до Словаччини. Понад 140 000 виїхали до Росії та понад 1200 до Білорусі
ПАРЄ прийняло фінальну версію документа «Наслідки агресії Росії проти України». Там згадується окупація не лише територій України, а й Грузії та Молдови.

### 16 березня

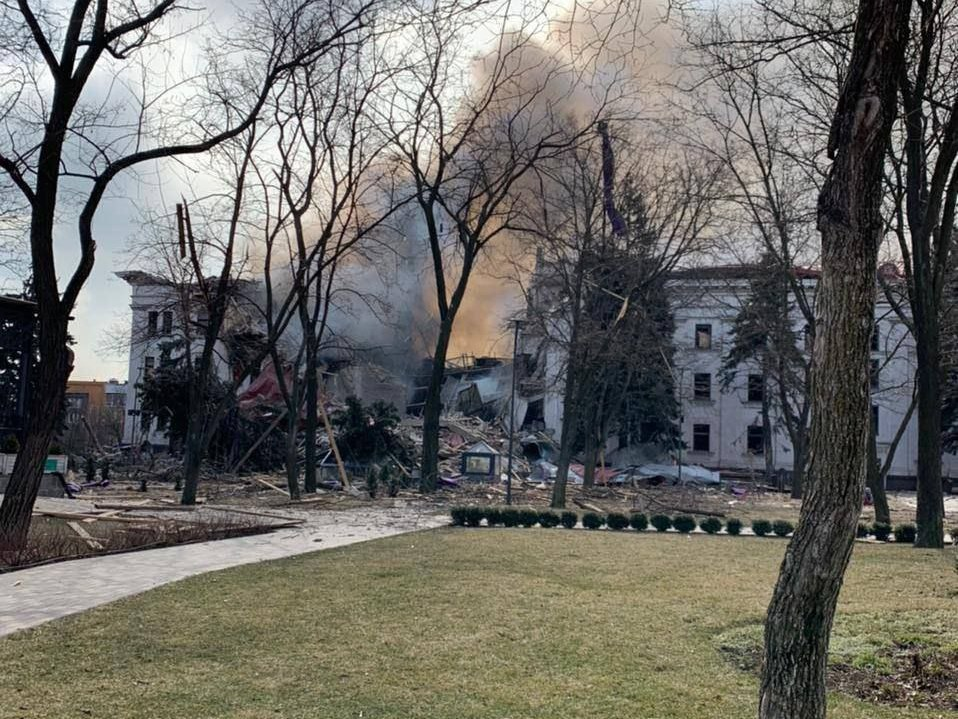
Театр у Маріуполі після бомбардування. 16 березня 2022 року

ЗС РФ надалі переходили до оборони на зайнятих рубежах та активно атакували обложений Маріуполь. Продовжувалися повітряні удари по прифронтових містах, зокрема, в Маріуполі скинуто потужну авіабомбу на драматичний театр, в якому переховувались сотні цивільних осіб, значна частина яких загинула. Разом з тим завдано удару по басейну «Нептун». Також ударів зазнали Запоріжжя, Вінниця, Сарни, Київ, Чернігів, Харків. Під Києвом завдано удару по командному пункту і пункту забезпечення 35 Армії Східного військового округу ЗС РФ.
За день з Маріуполя до Запоріжжя автомобілями виїхало близько 11 тисяч людей. В Маріуполі пошкоджено та зруйновано 70-80 % будівель, цілих будівель майже нема.
У Чернігові російські війська обстріляли цивільних, які стояли в черзі по хліб. Загинуло щонайменше 18 осіб і було поранено 26. Всього за добу до моргів міста надійшло 53 тіла загиблих громадян. Посольство США в Україні стверджує, що російські війська розстріляли 10 людей, які стояли в черзі за хлібом у Чернігові, хоча не надали жодних доказів. Пізніше інші опублікували відео в соціальних мережах, на яких показано передбачувані наслідки.
Володимир Зеленський виступив по конференц-зв'язку перед Конгресом США.
Україна стала членом «енергетичного Євросоюзу», тобто приєдналася до Єдиної енергосистеми Європи ENTSO-E.

### 17 березня

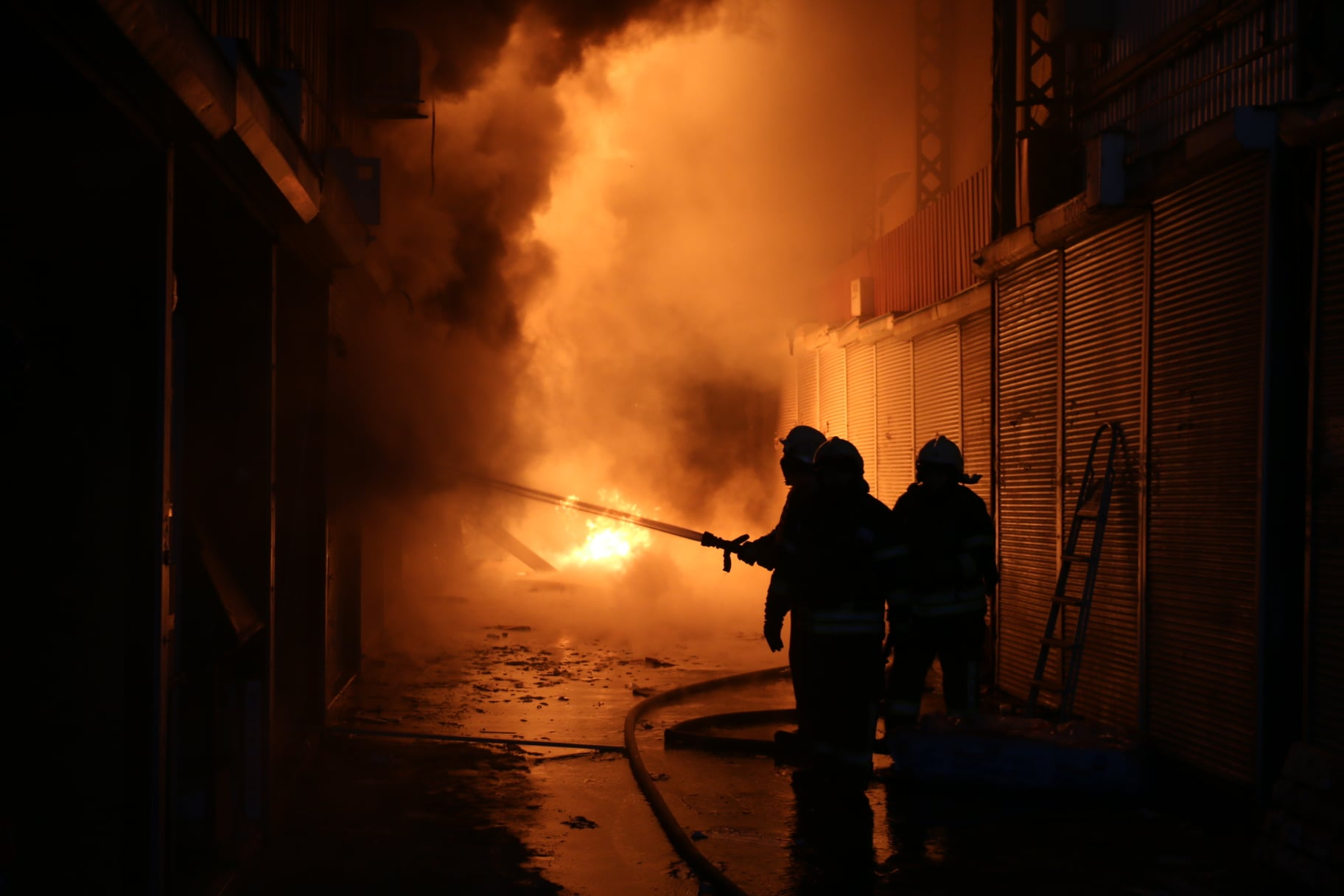
Пожежа внаслідок обстрілу ринку Барабашово, Харків

ЗС РФ продовжували бомбардувати українські міста (зокрема, Мерефи, де загинула 21 людина, Києва) і обстріли населених пунктів у прифронтовій зоні (Рубіжне, Попасна, Сєвєродонецьк, Нові Петрівці). Окупанти закріплювалися на околицях Рубіжного і в Маріуполі, проводили штурмові дії в районах н.п. Верхньоторецьке, Мар'їнка, Ізюм, обстріли ЗСУ в районі Броварів. На Криворізькому напрямку росіяни окупували н.п. Мала Шестірня. ЗСУ вп'яте розбили російську авіацію й техніку на захопленому РФ аеродромі в Чорнобаївці під Херсоном. Зеленський повідомив, що з початку російського вторгнення ЗСУ в Київській області змогли звільнити вже 30 населених пунктів.
3810 людей було евакуйовано 17 березня гуманітарними коридорами. Під час евакуації людей у Бучанському районі окупанти обстрілювали евакуаційні колони танками.
Внаслідок російської агресії в Україні загинули 108 дітей, поранено — 120.
Президент України Володимир Зеленський виступив перед Бундестагом.
Протягом дня Росія захопила місто Рубіжне на сході України. Місто Ізюм, також у Східній Україні, було захоплено, хоча бої тривають.

### 18 березня

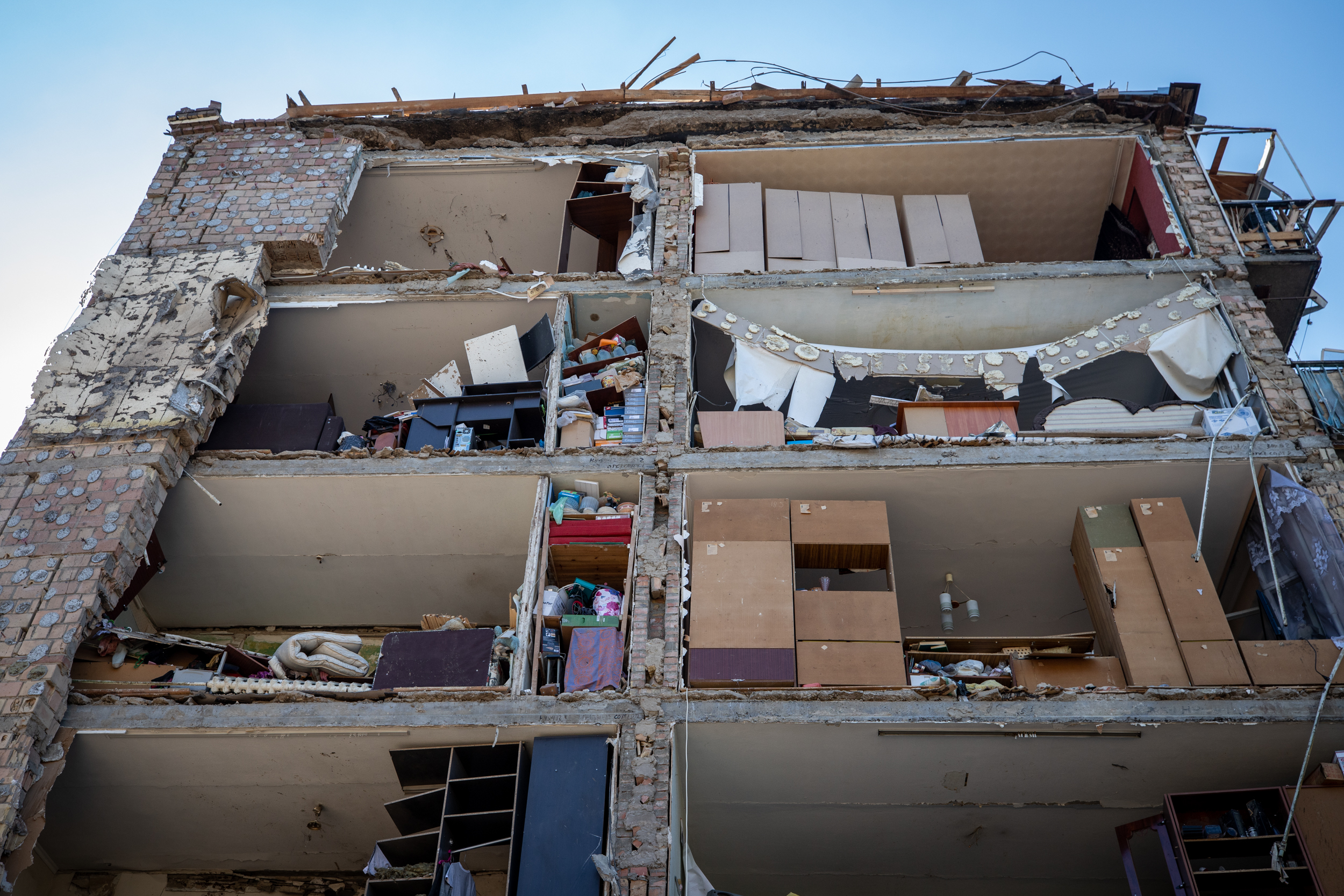
Руйнування в Подільському районі Києва

ЗС РФ продовжували бомбардувати українські міста (зокрема, Київ, Львів, Краматорськ, Миколаїв,Макарів) і обстрілювати населені пункти у прифронтовій зоні (Сєвєродонецьк, Рубіжне, Кремінна, Привілля, Авдіївка, Харків, Суми, Чернігів). Росіяни закріплювалися у західній і північно-західній частині м. Рубіжного і у середмісті м. Маріуполя. Тривали бої за Сєвєродонецьк, Попасну, Ізюм, Балаклію. На Донецькому напрямку окупаційні війська вели бойові дії в районах н.п. Верхньоторецьке, Кримське, Авдіївка, Тарамчук. Повідомлено про звільнення ЗСУ 30 населених пунктів у Київській області (переважно на захід від Києва) і територій на північний захід від Миколаєва.
Українські війська вшосте «накрили» аеропорт у Чорнобаївці під Херсоном, де російські окупанти розташовують свою авіацію й техніку. З'явилась інформація про загибель під час обстрілу аеродрому у Чорнобаївці командувача 8-ї армії ЗС РФ генерал-лейтенанта А. Мордвічева.
Зі зруйнованого росіянами драмтеатру в Маріуполі вдалося вивести 130 людей. Ще 1300 перебували у підвалах.
За мужність, ефективні дії з відбиття атак ворога, та захист міста-героя Маріуполя присвоєно звання Героя України:
- полковнику Баранюку Володимиру Анатолійовичу, командиру 36-ї окремої бригади морської піхоти,
- майору Прокопенку Денису Геннадійовичу, командиру окремого загону спецпризначення «Азов»

За оцінками агентства ООН з питань міграції, через вторгнення військ Росії близько 6,48 мільйона українців стали внутрішніми переселенцями, а ще 3,2 мільйона людей виїхали за кордон.
Російська артилерія завдавала ударів по казармах українських військових у Миколаєві, де перебувало близько 200 солдатів. Майже всі 200 солдатів загинули, оскільки наступного дня з-під завалів було витягнуто лише одного вцілілого, а температура вночі опустилася нижче 6 °C.

### 19 березня
На Поліському напрямку окремі підрозділи окупантів оборонялися у районах н.п. Поліське, Кропивня, Захарівка, Олива, Жовтневе, Озерщина, Липівка, Копилів, Мотижин, Бузова, Гореничі, Буча, Демидів.
На Сіверському напрямку росіяни силами окремих підрозділів Центрального воєнного округу намагалися діяти в районах населених пунктів Любеч, Славутич, Ковпита, Золотинка, Мена, Ніжин, Браниця, Калита, Богданівка, Лукаші, Ромни, Недригайлів.
Продовжувалася часткова блокада Чернігова, окупанти здійснювали артилерійські обстріли. Російські війська силами до трьох бригад намагалися утримувати оборонні позиції в районах н.п. Любеч, Михайло-Коцюбинське, Якубівка, Шестовиця, Золотинка, Ягідне, Лукашівка, Киселівка.
У напрямку на Бровари загарбники діяли силами до трьох бригад, намагалися контролювати рубіж в районах н.п. Марковці, Заворичі, Рудня, Богданівка, Залісся, Михайлівка, Світильня, Перемога, Рудницьке, Великий Крупіль, Малий Крупіль, Петрівка.
На Слобожанському напрямку окупанти визначеними силами Західного воєнного округу не проводили активних наступальних дій та намагалися втримати позиції в районах населених пунктів Сватове, Ізюм, Петрівське, Гусарівка, Балаклія, Лиман, Малинівка, Кочеток, Безруки, Олександрівка, Велика Писарівка, Тарасівка, Олешня, Недригайлів, Ромни, Талалаївка.
У напрямку на Ізюм російські окупанти намагалися діяти у районах н.п. Балаклія, Гусарівка, Волобуївка, Петрівське, Протопопівка, Савинці, Веселе, Ізюм, Сніжківка, Топольське, Бахтин, Капитолівка.
На Донецькому напрямку російські загарбники діяли в районах н.п. Борова, Терни, Новокраснянка, Первомайськ, Горлівка, Пантелеймонівка, Ясинувата, Донецьк, Оленівка, Новотроїцьке, Ольгинка, Володимирівка, Микільське, Павлівка, Пречистівка.
На Луганському напрямку окупанти діяли в районах н.п. Терни, Червонопопівка, на околицях Рубіжного, Кудряшівки, Пудрівки, Осколонівки, Бобрового, Жолобка, Молодіжного, Новоолександрівки, Попасної, Троїцького, Санжарівки, Лозового, Доломітного, Зайцевого, Шумів, Широкої Балки, Озерянівки.
На Приазовському напрямку ЗС РФ обстрілювали позиції ЗСУ в районах Гуляйполе, Степногірськ та Оріхів з використанням мінометів, ствольної артилерії та РСЗВ.
На Південнобузькому напрямку російські окупанти діяли в районах населених пунктів Правдине, Петровське, Новогригорівка, Новомиколаївка, Червоне, Грейгове, Михайло-Ларине, Інгулка, Христофорівка, Мар'янівка, Новоолександрівка, Партизанське, Снігурівка, Калинівське, Біла Криниця, Кочубеївка, Високопілля, Нововоронцовка. У напрямку на Кривий Ріг росіяни зупинені та закріплювалися в районах населених пунктів Краснівка, Пригір'я, Заградівка, Архангельське, Князівка, Високопілля, Мала Шестерня, Петрівка, Нововоронцовка.
Тривали обстріли українських міст (Харків, Чернігів, с. Велика Костромка, Коростенський район, Рубіжне), ракетні удари (зокрема, по Запоріжжю, с. Делятин). Основні бої — в Рубіжному, в Ізюмі, в обложеному Маріуполі, йшли бої за «Азовсталь». Російські війська розбомбили школу мистецтв у Маріуполі, де перебувало 400 людей.
Станом на 19 березня налічується 562 військовополонених РФ.
З початку активних бойових дій ЗС РФ завдали 291 ракетний удар, застосували 459 ракет наземного, морського та повітряного базування, провели 1403 авіаційних нальоти.
Гуманітарними коридорами евакуйовано 6 623 людини:
- Із Маріуполя до Запоріжжя виїхали 4 128 людей, із яких 1 172 дитини.
- Із Київської області евакуйовано 1 820 людей.
- Із Луганської області евакуйовано 675 людей.

Повідомлено про загибель в Маріуполі заступника командувача Чорноморського флоту РФ А.Палія. За посередництва міжнародних організацій тривала доставка гуманітарної допомоги і евакуація цивільних осіб з окупованих і оточених районів.

### 20 березня
Бойові дії в Маріуполі. Захисникам обложеного міста російське командування висунуло ультиматум щодо капітуляції. Продовжувалися обстріли Харкова, Дергачів, Чернігова, Коростенського району. Ввечері завдано повітряного удару по Києву.
Тривали протести в чотирьох містах України — Херсоні, Каховці, Бердянську, Енергодарі.
За даними ООН від початку російського вторгнення до 24:00 20 березня в Україні загинули 925 мирних жителів, ще 1496 отримали поранення.
115 дітей загинули в Україні внаслідок збройної агресії Російської Федерації. Більше 140 поранено. Пошкоджено 489 закладів освіти, 69 з них зруйновано повністю.
Загалом за добу евакуйовано 7295 людей:
— Із Маріуполя до Запоріжжя прибули 3 985 людей автобусами з Бердянська і приватним транспортом. Всього за 5 днів з Маріуполя до Запоріжжя приїхало більше 41 тисячі людей.
— На Київщині до Броварів вдалося евакуювати 2 тис. людей, із села Тарасівка до Броварів — 3 310 людей.
На час воєнного стану в Україні заборонено діяльність низки проросійських та потенційно (або вже фактично) колабораціоністських політичних сил: «Опозиційна платформа — За життя», «Партія Шарія», «Наші», «Опозиційний блок», «Ліва опозиція», «Союз лівих сил», «Держава», «Прогресивна соціалістична партія України», «Соціалістична партія України», партія «Соціалісти», «Блок Володимира Сальдо».
Уже 6 країн розпочали розслідування військових злочинів Росії: Естонія, Литва, Німеччина, Польща, Словаччина, Швеція.
Підтверджено, що українські військові ліквідували заступника командувача Чорноморського флоту Росії Андрія Палія.
Близько 23:00 київський торговий центр «Ретровіль» у Подільському районі був вражений російською ракетою «Калібр». За заявою Росії, у торговому центрі нібито зберігалася техніка для українських військ. Внаслідок нападу загинули щонайменше 8 осіб.

## 21-31 березня

### 21 березня
Тривали обстріли Чернігова, Харкова, Сум, Авдіївки, Сєвєродонецька, Маріуполя, Миколаєва, Одеси, Коростенського району на Житомирщині та інших прифронтових міст, запеклі бої на Донбасі, часткові успіхи під Миколаєвом і повторне звільнення смт Макарів на захід від Києва.
Ракетний удар по полігону в Рівненській області.
Протягом дня гуманітарними коридорами з місць активних бойових дій вдалося евакуювати 8057 людей, зокрема, 3007 — з Маріуполя до Запоріжжя.
На хімічному заводі «Сумихімпром», розташованому в Сумах, стався витік аміаку.

### 22 березня
Існувала загроза оперативного оточення російських військ на захід від Києва в районі Бучі — Ірпеня — Гостомеля. Росіяни намагалися просуватися на Малин, Курахове, Попасну, Лозову, Запоріжжя, Нововоронцовку, атакували обложений Маріуполь, Сєверодонецьк, Чернігів. ЗС РФ нанесли ракетний удар по станції Павлоград-2. Обстріляно с. Мала Костромка і м. Зеленодольськ Криворізького району, Сєвєродонецьк, Рубіжне, Лисичанськ, Попасну, Новодружеськ, Тошківку, Миколаїв, Бровари. Повітряний удар по м. Лозова.
Державне відомство України, відповідальне за Чорнобильську зону відчуження, повідомило, що російські війська знищили нову лабораторію на Чорнобильській АЕС. Лабораторія, яка відкрилася у 2015 році, працювала, серед іншого, над покращенням поводження з радіоактивними відходами. «Лабораторія містила високоактивні зразки та зразки радіонуклідів, які зараз знаходяться в руках ворога, який, ми сподіваємося, завдасть шкоди собі, а не цивілізованому світу», — йдеться у повідомленні відомства.

### 23 березня
Активність бойових дій зменшилась. На Поліссі окупанти намагалися просунутись в район н.п. Тетерівське.
На Броварському напрямку росіяни продовжували утримувати блокпости на шляхах логістичного забезпечення в районах н.п. Новий Биків, Лосинівка. Велика Дорога, Монастирище, Берестовець, Прохори, Талалаївка, Макіївка.
У напрямку на м. Ізюм окупанти спробували прорвати українську оборону у районі н.п. Донецьке, Топольське, Кам'янка.
На Донецькому напрямку метою збройних сил РФ залишалося встановлення контролю над Рубіжним, Сєвєродонецьком, Попасною, Верхньоторецьким, Мар'їнкою та Маріуполем. В Маріуполі знищено командира 810-ї гвардійської окремої бригади морської піхоти Російської Федерації полковника Олексія Шарова.
Окупанти продовжували бомбардування і обстріли українських міст, особливо у прифронтовій зоні. Російська авіація розбомбила автомобільний міст через Десну до Чернігова. Обстріляно Київ, Калинівку, Горенку, Пуща-Водицю, Нові Петрівці, Романівку Київської області, блокпост біля Славутича, Балаклію.
Національна поліція відновлювала свою роботу у місті Ірпінь.
Президент Володимир Зеленський звернувся до Сенату Французької Республіки і до парламенту Японії.
США офіційно визнали дії Росії в Україні воєнними злочинами — держсекретар США Ентоні Блінкен.
Високопоставлений представник американської оборони заявив, що українські сили відкинули російські війська на лінію фронту на схід від Києва. Посадовець додав, що російські війська активізуються у східній частині України на Донбасі, заявляючи, що вони «застосовують набагато більше енергії» в Луганській та Донецькій областях.

### 24 березня
Окупанти продовжили поступове звуження оточення в Маріуполі, незначно просунулись на Донбасі. Атаки на Харків та на Київ зі сходу виявились безрезультатними, а на північний захід від Києва війська РФ вимушені переходити до оборони в очікуванні підкріплення. За повідомленням CNN, українські війська посунули лінію фронту на схід від Києва на 25-35 км. Також повідомлено, що окупантів на Миколаївщині відкинуто до кордонів Херсонської області. ЗСУ звільнили с. Лук'янівку Броварського району, с. Малинівка Гуляйпільського району (Любимівка, Новозлатополь залишаються під окупацією). Йшли бої на околиці Ірпеня і в Бучанському районі взагалі.
Під час удару ЗСУ по Чорнобаївці знищено командувача 49-ї загальновійськової армії Південного військового округу РФ, генерал-лейтенанта Я. В. Резанцева
Тривали ракетні удари і артилерійські обстріли по українськім містам, зокрема, по Києву, Чернігову, Дніпру (в/ч), Харкову, Золочіву, Ізюму, Охтирському, Васильківському, Коростенському (с. Кирдани) районам, Калинівки (нафтобаза), Ясногородки, Нових та Старих Петрівців на Київщині.
За оцінками Пентагону, Росія випустила по Україні понад 1200 ракет усіх видів з початку війни.
Відбувся перший повноцінний обмін полоненими: 10х10 військовослужбовців і 19х11 цивільних моряків. За інформацією Верещук, озвученою 19 березня, офіційно в українському полоні перебувають 562 російські військовослужбовці.
За день було евакуйовано загалом 3343 людей: 2 717 з Маріуполя, 117 з Пологів до Запоріжжя на власному транспорті, 509 із н.п. Велика Димерка, Богданівка та Бервиця до Броварів.
Указом Президента України В.Зеленського № 164/2022 містам, які спричиняли найзавзятіший опір російським загарбникам, було присвоєно статус міст-героїв:
- Буча
- Ірпінь
- Миколаїв
- Охтирка

Президент Володимир Зеленський виступив на саміті НАТО.
Генеральна Асамблея ООН вдруге впродовж місяця ухвалила резолюцію, яка вимагає від Росії негайно припинити війну проти України. За резолюцію проголосували 140 держав, «проти» — 5 (Росія, Сирія, КНДР, Еритрея та Білорусь). Ще 38 держав «утрималися» (серед них — Китай, Індія, ПАР, ЦАР, Іран, Пакистан, Вірменія, Казахстан, Киргизстан, Таджикистан, Узбекистан, В'єтнам).
Лідери Європейського Союзу на саміті погодили створення Трастового фонду солідарності з Україною і надавати підтримку у відбудові держави.
Близько 07:45 за місцевим часом (05:45 UTC) на борту корабля ВМС Росії «Саратов» стався вибух. Це десантний корабель класу «Алігатор», що стояв у Бердянську. ЗСУ стверджують, що вразили корабель балістичною ракетою «Точка-У», але причина вибуху поки не встановлюється. Два інших десантних кораблі, які супроводжували судно, швидко покинули порт (один з них горів), і наразі невідомо, чи зазнали вони будь-яких пошкоджень під час вибуху та наступної пожежі на борту Саратова.
Офіційний представник Міноборони Росії Ігор Конашенков заявив, що до ранку 24 березня місто Ізюм повністю взяли під контроль підрозділи російської армії. Пізніше це спростували українські чиновники.
Українські чиновники стверджували, що російські війська застосували фосфорні бомби.

### 25 березня
Повідомлено про звільнення від окупантів смт Нововоронцовка Херсонської області. Бої в Маріуполі і в зоні ООС. У районі міста Ізюм російські війська спробували прорвати оборону з півдня, в районі Кам'янки, та були зупинені в районі Тихоцького. Повітряний удар по Вінниці (командування Повітряних сил ЗСУ). Обстріляно Золоте.
Гуманітарними коридорами 25 березня вдалося евакуювати 7331 людину: 6 800 з Маріуполя і 531 — з Мелітополя.
Всього за тиждень із заблокованих міст гуманітарними коридорами евакуйовано 37 606 людей:
- із Запорізької області — 699 людей
- із Київської області — 9 488 людей
- із Маріуполя — 26 477 людей
- із Луганської області — 972 людини

Росія визнала втрати: нібито загинув 1351 військовослужбовець і 3825 поранено.
Українські війська здійснили контратаки на східних підступах Києва, відвоювавши деякі населені пункти, такі як Лук'янівка та оборонні позиції. Безпосередньо на північний захід від столиці тривали бої за Ірпінь, більша частина міста залишалася в руках українців під час постійного артилерійського вогню російської армії. Російські війська захопили місто Славутич на північ від Києва, неподалік від Чорнобильської АЕС. Від удару української авіації по командному пункту 49-ї російської армії на аеродромі Чорнобаївка в Херсонському районі загинув російський генерал Яків Резанцев. Українці розпочали контратаку на схід від Харкова, неподалік російського кордону на північному сході України.
Російські бойовики продовжували обстрілювати військову та цивільну інфраструктуру під час бомбардування, завдавши ударів по командному центру ВПС України у Вінниці на заході центральної частини України. Перший заступник начальника російського Генштабу генерал-полковник Сергій Рудський на брифінгу для ЗМІ заявив, що «перший етап» російської військової операції на той час був завершений, і тепер вони зосереджені на «визволенні Донбасу».

### 26 березня
Зранку ЗМІ України повідомили про входження ворожої техніки до Славутича після чотириденних боїв, а також про бої на околицях Херсона. Основні зусилля російська армія продовжувала зосереджувати на захопленні міст Попасна й Рубіжне, та підготовці до наступу на Сєвєродонецьк. На Авдіївському напрямку росіяни проводили штурмові дії та намагалися розвинути наступ в напрямку н.п. Новобахмутівка. Підрозділами Сил оборони України відбито спроби штурму н.п. Новомайорське та наступу у напрямку на н.п. Красногорівка.
У напрямку на Слов'янськ російські війська діяли силами до трьох БТГр, намагалися закріпитися в районах н.п. Кам'янка, Синичине, Суха Кам'янка.
У напрямку на Бровари зупинено російські підрозділи. За результатами бойових дій в районах Лук'янівка та Рудницьке, підрозділи зі складу БТГр 30-ї окремої мотострілецької бригади зазнали значних втрат та відійшли у район н.п. Піски та Нова Басань.
Для поповнення втрат озброєння і техніки відзначено висування колон у напрямках населених пунктів Великий Самбір, Дептівка, Голінка та напрямку на Дубов'язовку.
Окупанти за сприяння місцевого депутата від ОПЗЖ почали заходити в Ізюм.
Повідомлено про розгром російської Кантемирівської танкової дивізії і звільнення від окупантів Тростянця.
ЗСУ в Київській області знищили командний пункт та пункт забезпечення 35-ї армії Східного військового округу окупантів.

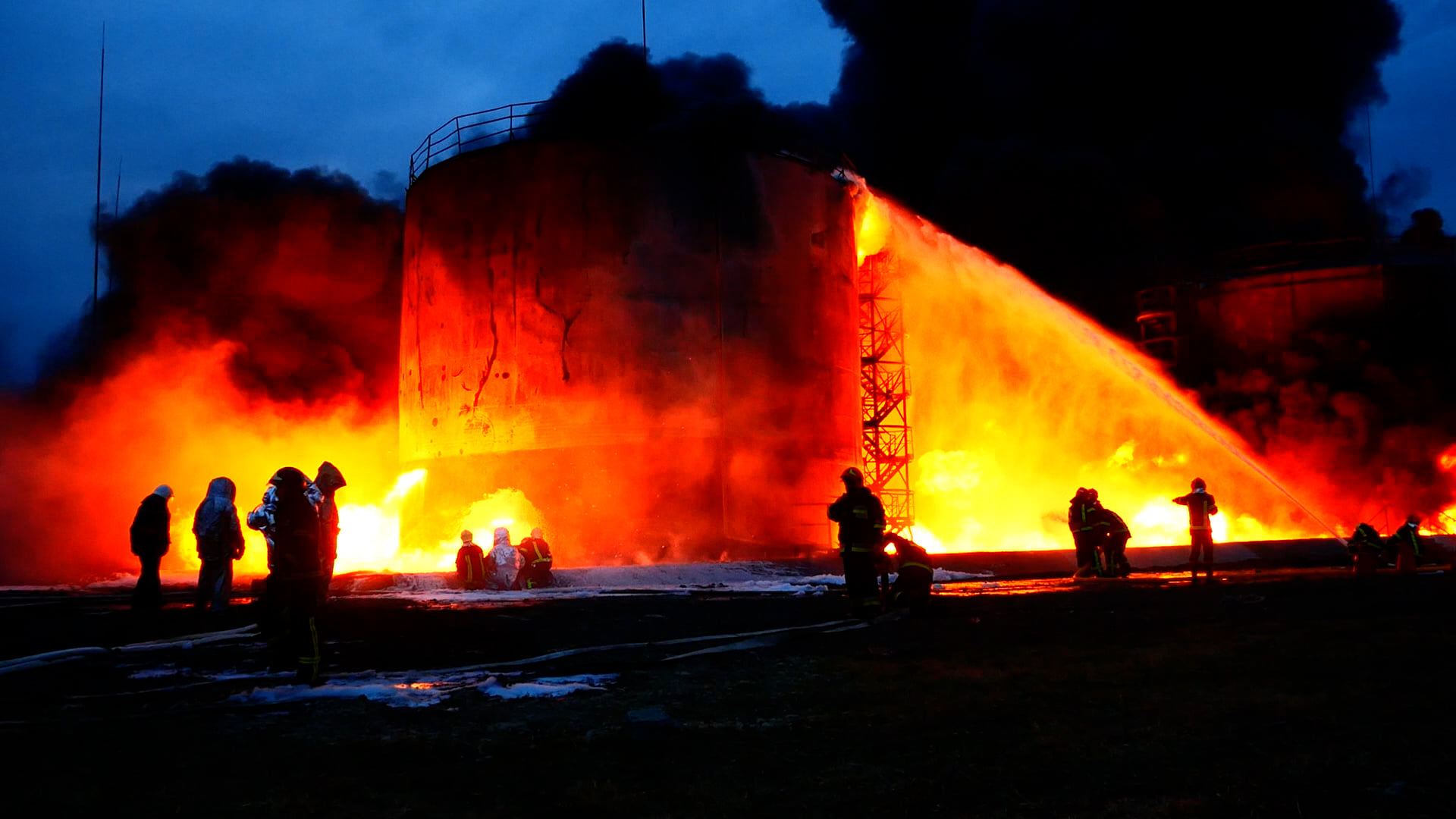
Пожежа на нафтобазі у Львові після російського удару 26.03.2022

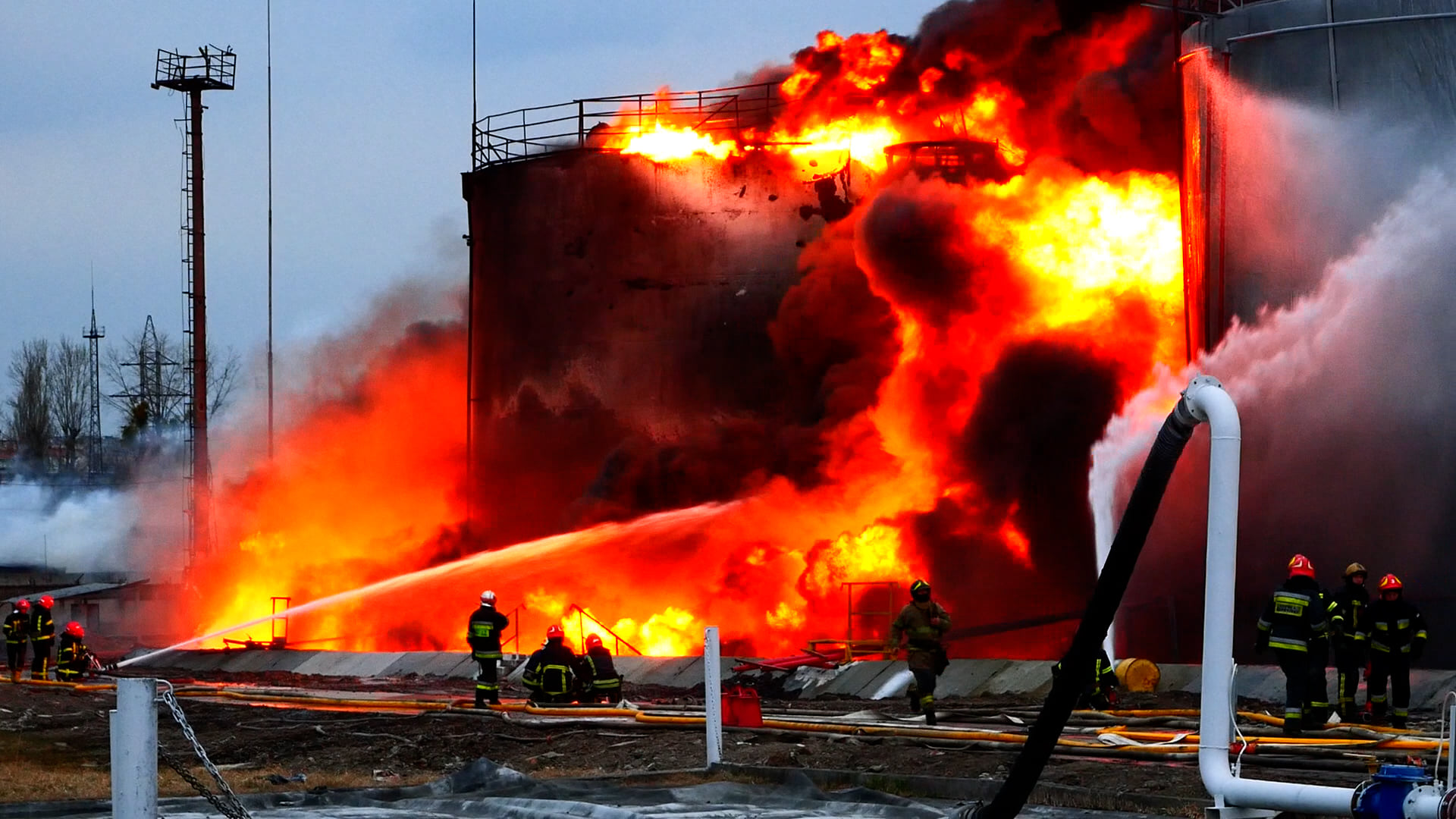
Пожежа на нафтобазі у Львові після ракетного удару 26 березня

Тривали обстріли Києва і його передмість, Чернігова, Ніжина і Іванківа, ракетні удари по нафтобазах у Львові і Дубно.
Мер Маріуполя Вадим Бойченко заявив, що половина населення міста, де до війни жили 540 тисяч людей, евакуйовано.
Візит Президента США Дж. Байдена до Жешува та Варшави, де він зустрівся з президентом Польщі, міністрами оборони та закордонних справ України, українськими біженцями і висловив безумовну підтримку Україні, засудивши Росію.
У битві за Київ передмістя на захід і схід від столиці, включаючи Макарів, Бучу, Ірпінь і Білогородку, продовжували обстрілюватися з боку російських військових, а в деяких районах, таких як Буча і Немішаве, російські війська робили копання. Після напружених вуличних протестів місцевих жителів в окупованому місті Славутич на північ від Києва російські військові погодилися на відхід за умови відсутності в місті українських військових, але встановили блокпост під Славутичем.
Українські військові повідомили, що відбили місто Тростянець — стратегічно розташоване між більшими населеними пунктами Суми та Харків — та селами Полтавка та Малинівка на схід від Гуляйполя Запорізької області. Українські контратаки також тривали на схід від міста Харкова, що призвело до відновлення контролю над кількома населеними пунктами, наприклад, села Вільхівка, що тягне за собою важкі бої.
У Державній інспекції ядерного регулювання України повідомили, що експериментальна установка джерела нейтронів у Харківському фізико-технічному інституті зазнала обстрілу з боку російських військ, додавши, що бойові дії унеможливили оцінку збитків.
Російські ракетні удари також були спрямовані на промислові та військові об'єкти, включаючи склади палива та радіоремонтний завод у Львові, на заході України, вперше в ході тривалого військового вторгнення вразили межі міста.
Атака збіглася з промовою президента США Байдена у Варшаві, столиці Польщі, в якій він пообіцяв продовжувати підтримувати Україну і сказав, що президент Путін не може «залишатися при владі». Пізніше Білий дім уточнив, що це не був заклик до зміни режиму.
Анатолій Бібілов, підтримуваний Росією лідер відокремленої Грузії Південної Осетії, підтвердив, що місцеві сили приєдналися до російських військ, перекинутих з регіону в Україну.

### 27 березня
Звільнення від окупантів сіл Малинівка і Поповка Запорізької області, села Гусарівка, що на південь від окупованої Балаклії в Харківській області. Тривали бої в Маріуполі і в зоні ООС.
На Донецькому напрямку ЗС РФ зосереджували основні зусилля на взятті під контроль населених пунктів Попасна, Рубіжне та виході в район Новотроїцького, Вугледара, Солодкого, а також захопленні центра Маріуполя.
У напрямку на Терни в результаті бойового зіткнення з підрозділами ЗСУ росіяни зазнали втрат і відступили до району м. Макіївка.
В районі н.п. Нью-Йорк, Мар'їнка Донецької області ворог здійснював спроби штурмових дій.
Окупанти продовжили поступове виведення своїх підрозділів з півночі України, відійшли з м. Сновськ, знищивши міст через р. Снов.
Тривали обстріли Харкова, Маріуполя, сел Ізюмського району (загинуло 3 дитини), Торецького, Світлодарська, Троїцького, Пісків. Ракетних ударів зазнали Луцьк (нафтобаза), Харків, Житомир, Рівне.
Гуманітарними коридорами евакуйовано 1 099 людей: 586 власним транспортом з Маріуполя і 513 автобусами з Луганщини.
З Маріуполя на власному транспорті виїхало 586 людей. На Луганщині автобусами евакуйовано 513 людей.
З початку облоги 1 березня у Маріуполі загинуло майже 5 тисяч людей, з них приблизно 210 дітей, дані мера Вадима Бойченка, якого цитує «Укрінформ».
За вказаний період російськими обстрілами та бомбардуваннями пошкоджено 2340 багатоквартирних житлових будинків, що становить 90 % від загальної кількості, з них прямим влучанням — 1560 (60 %), а зруйновано 1040 (40 %). У приватному секторі пошкоджено 61 200 будівель (90 %), з них прямим влучанням — 40 800 (60 %) та зруйновано — 27 200 (40 %).
Також зруйновано три лікарні, пошкоджено ще сім. Крім того, пошкоджено 57 шкіл та 70 дитсадків, з них зруйновано 23 та 28 відповідно. У місті пошкоджено також два заводи, порт та військову частину.
До блокади з Маріуполя виїхало до 140 тисяч людей, після — евакуйовано 150 тисяч. В облозі залишилося 170 тисяч осіб, депортовано до Росії — 30 тисяч.
Зеленський в інтерв'ю закликав Росію відвести війська на позиції до 24 лютого і визнав можливість проведення в Україні референдуму і змін до Конституції.
Російські військові продовжили ракетні удари по Україні, включаючи міста Луцьк, Харків, Житомир та Рівне, а Маріуполь знову зазнав постійних обстрілів. Представники оборонного відомства України повідомили, що російські війська — їхній сухопутний наступ значною мірою зупинився — намагалися перегрупуватися та створити «коридор» навколо Києва, щоб перекрити шляхи постачання до столиці. 28 березня українські військові заявили, що за попередню добу було збито чотири російські літаки, один гелікоптер, два дрони та дві крилаті ракети.
Українська армія продовжила контрнаступ на окремих ділянках Харківської області поблизу російського кордону, претендуючи на повний контроль над Малою Роганню та більшою частиною Вільхівки. За даними українських військових, росіяни в основному припинили просування на Сумщині, але перегрупувалися й контратакували на Ізюм. Проросійські сили ЛНР заявили, що 27 березня українські військові втратили в регіоні 60 чоловік, шість танків і три БТР.
Начальник розвідки оборони України бригадний генерал Кирило Буданов заявив, що спроби Росії повалити український уряд провалилися, а Путін тепер намагається розколоти Україну за «корейським сценарієм». Президент Володимир Зеленський в інтерв'ю російським незалежним журналістам заявив, що його уряд готовий визнати нейтральний без'ядерний статус в рамках мирної угоди з Росією, але будь-яка угода потребує схвалення на загальнонаціональному референдумі.

### 28 березня
Тривали бої в оточеному Маріуполі, в зоні ООС (Донбас, зокрема, в районі Верхньоторецького), на південь від Ізюму, в районі Гуляйполе та Запоріжжя. Бої в Ірпіні, Бучі, Гостомелі. Повідомлено про звільнення Ірпеня.
ЗСУ на Харківщині на деяких напрямках перейшли в контрнаступ. Мала Рогань повністю знаходиться під контролем ЗСУ і «зачищена» від окупантів. Так само і Вільхівка. Запеклі бої з окупантами тривають в Ізюмі.
Угруповання Сил оборони продовжує вести оборонну операцію, зосереджуючи зусилля на:
- недопущенні просування ЗС РФ в напрямках населених пунктів Слов'янськ та Барвінкове;
- зайнятті н.п. Кам'янка, Топольське;
- створенні умов для покращення тактичного положення в районі міста Чугуїв;
- стримуванні російських атак в районах населених пунктів Рубіжне, Лисичанськ, Попасна, не допускаючи обходу основних сил угруповання.

Угруповання, що захищає Київ утримувало контроль за ситуацією в н.п. Мотижин, Лісне, Капітанівка та Дмитрівка.
Бомбові удари по Житомирщині, Рівненщині. Обстріляно Сєвєродонецьк, Рубіжне, Чернігів, Ніжин, Харків, села Київської області.
У блокованому російськими військами Маріуполі залишалися близько 100—160 тисяч людей
У Київ повернулось посольство Словенії.
Міністерство оборони України заявило, що російські війська перегруповувалися для просування в напрямку Донецької та Луганської областей, частково контрольованих підтримуваними Росією сепаратистами, водночас наближаючи більше військових кораблів у Чорному та Азовському морях до берегової лінії, ймовірно, для збільшення кількості ракетних ударів по Україні. На Київському фронті західні передмістя Бучі, Ірпіню, Гостомелю і Макарова, шлях з міста Житомир на захід і до нього та райони на північ від Вишгорода залишалися під обстрілами з боку Росії. Міський голова Олександр Маркушин повідомив, що українські війська повністю відновили контроль над містом Ірпінь.
Запеклі бої тривали в Маріуполі, де українські війська чинили опір наступу на центр міста. Українські чиновники звинуватили російських військових у примусовій депортації місцевих цивільних, у тому числі дітей, до Росії. Міністерство закордонних справ України охарактеризувало обложене місто як перетворене російськими військовими на «пил». Мер Маріуполя Вадим Бойченко закликав до повної евакуації населення міста, що залишилося.
29 березня Міністерство оборони Росії заявило, що ввечері 28 березня крилатими ракетами знищило великий склад пального в Рівненській області.

### 29 березня
На Слобожанському напрямку російські окупанти продовжували застосовувати авіацію та артилерію по Харкову, намагаюлися захопити Ізюм. Тривали бої в районі н.п. Кам'янка, Суха Кам'янка, Тихоцьке.
На Донецькому напрямку ЗС РФ завдали авіаударів по районах н.п. Воєводівка, Рубіжне, Лисичанськ, Кремінна, Золоте-4, Попасна, Торецьк, Новгородське. Основні зусилля росіяни зосереджували на взятті під контроль Попасної та Маріуполя.
Тривали артилерійські обстріли позицій підрозділів Сил оборони поблизу н.п. Степногірськ, Оріхове, Гуляйполе.
В районах н.п. Новокарлівка та Лугівське окупанти продовжували робити фортифікаційне обладнання зайнятих позицій.
Відмічено часткову передислокацію підрозділів ЗС РФ з-під Києва і Чернігова (попередньо — на Донбас).
У Харківській області ліквідовано командира 200-ї ОМСБр ЗС РФ полковника Дениса Курила.

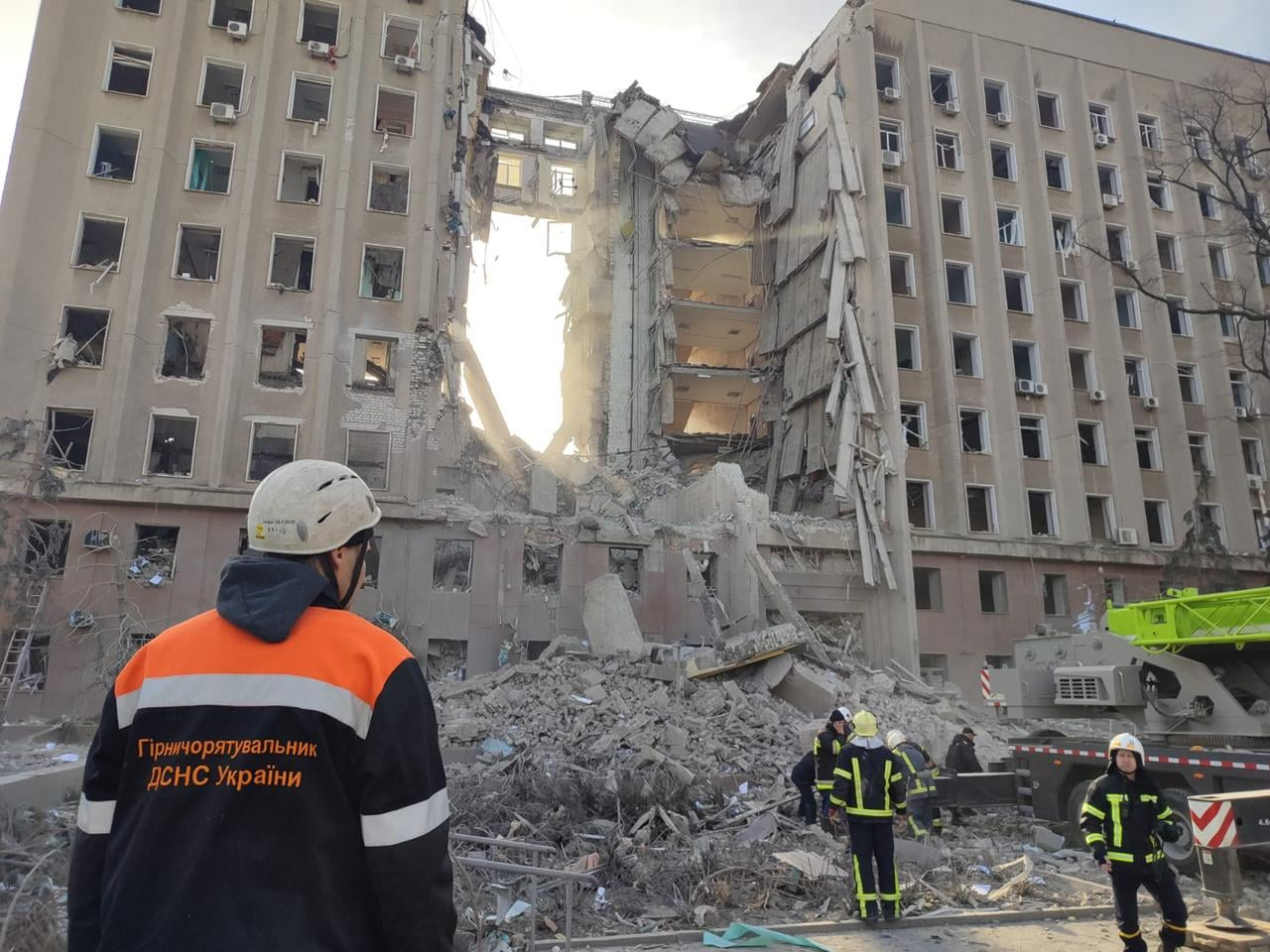
Будівля Миколаївської облдержадміністрації після російського удару 29.03.2022

Ракетним ударом вранці зруйновано будівлю Миколаївської ОДА, загинуло 37 осіб. Ракетні удари по Старокостянтиніву (аеродром), Нікопольському і Коростенському районам. Обстріли в районі Гуляйполе та Запоріжжя, Броварського району, Кремінної і Маріуполя.
ЗСУ завдали точний удар ракетою «Точка-У» по складу ракетно-артилерійського озброєння ЗС РФ у селищі Октябрьское під Бєлгородом.
У Стамбулі відбулися перемовини щодо перемир'я між українською (М.Подоляк і Д.Арахамія) та російською (В.Мединський) делегаціями за посередництва Президента Туреччини Р.Ердогана. Україна вимагає для себе міжнародних гарантій безпеки від провідних країн, а питання Криму і ОРДЛО винести в окремі пункти. Росія вирішила «кардинально скоротити бойові дії» на Київському та Чернігівському напрямках, — заявив заступник міністра оборони РФ Олександр Фомін після перемовин у Стамбулі.
Українські та російські переговорники зустрілися в Стамбулі (Туреччина) для нового раунду особистих переговорів. Україна запропонувала прийняти нейтральний статус в обмін на гарантії безпеки відповідно до статті 5 НАТО. Пропозиції також включали 15-річний період консультацій щодо статусу анексованого Росією Криму та повернення всіх російських військ на позиції перед вторгненням. Міністерство оборони Росії заявило про «різке скорочення військової активності» на Київському та Чернігівському фронтах, що, як уточнив помічник президента Росії Володимир Мединський, не рівносильно припиненням вогню. Міністерство оборони Сполучених Штатів попередило, що спостережуване переміщення частин російської армії від Києва, ймовірно, було «переміщенням, а не реальним відходом».
Незважаючи на переговори, авіаудари та наземні бої тривали безперервно. Українські військові повідомили, що стримують російські війська вторгнення на Сході, Південному Сході та Північному Сході, контратакуючи в окремих районах. На околицях Києва, особливо на північному заході та північному сході столиці, точилися інтенсивні бої. У результаті російського авіаудару по будівлі обласного уряду в Миколаєві на південному заході України загинули щонайменше 35 і ще 33 отримали поранення.
Пізно 29 березня місцеві чиновники повідомили про серію вибухів поблизу російського міста Бєлгород, неподалік кордону з Україною. Як повідомляє російське агентство ТАСС, тимчасовий російський військовий табір постраждав від снаряда, випущеного з української сторони, щонайменше четверо отримали поранення.

### 30 березня
Повідомлялося про бої в оточеному Маріуполі, в зоні ООС. ЗСУ звільнили с. Слобода в Чернігівському районі, села Орлове, Заградівка, Кочубеївка на півночі Херсонщини.
Генеральний штаб ЗСУ відзначав певне часткове переміщення окремих підрозділів з Київського та Чернігівського напрямів на Харківський і Донецький напрямки.
На Донецькому напрямку основні зусилля окупантів й надалі зосереджені на взятті під контроль населених пунктів Попасна, Рубіжне, а також захопленні міста Маріуполь.
Росіяни намагалися проводити штурмові дії в районах н.п. Попасна, Рубіжне, Новобахмутівка, Мар'їнка, Золота Нива.
Ракетні удари по промислових об'єктах у Хмельницькій області, нафтобазі у Дніпрі. Обстріляно Лисичанськ, Харків, Чернігів, Ніжин.
У Збройних силах України з'явився легіон «Свобода Росії». До нього входять добровольці із числа колишніх російських військових.
Маршрутами гуманітарних коридорів на власному транспорті до Запоріжжя дістались 1 530 людей: 812 маріупольців і 718 мешканців міст Запорізької області
З України (переважно через західні кордони) виїхали на цю дату 4,056 млн осіб, в основному жінок і дітей (2 млн.); також налічується ще близько 6,5 млн внутрішніх переселенців (зокрема, 2,5 млн дітей).
Російські військові продовжували стверджувати, що триває деескалація навколо Києва та Чернігова для «планового перегрупування військ», щоб зосередитися на Донбасі. У Міністерстві оборони України заявили, що не помітили масового відведення російських військ, але окремі підрозділи були відведені, щоб заповнити важкі втрати, які вони зазнали. Тим часом на околицях Києва, в тому числі в районі Ірпіня, тривали запеклі бої та обстріли. Місцеві чиновники також повідомляли про сильні обстріли Чернігова, а також підконтрольних Україні районів Донбасу, зокрема Маріуполя, Мар'їнки, Красногорівки, Авдіївки, Лисичанська та інших населених пунктів.

### 31 березня
Зусиллями 60-тої окремої піхотної бригади угруповання військ «Південь» було визволено населені пункти на півночі Херсонщині: Нововоронцовка, Мала Шестерня, Новогригорівка, Тополине, Князівка, Краснівка, Свободне, Кам'янка, Пригір'я, Кочубєївка, Орлове.
ЗС РФ зосереджені в районі н.п. Ізюм, Кам'янка, Тихоцьке, планували просування в напрямках міст Слов'янськ та Барвінкове.
Відбито спроби росіян обійти позиції українських військ у районах н.п. Попасна та Новотошківське.
Силами 36-ї окремої бригади морської піхоти, спільно з підрозділами інших складових сил оборони України, утримувалася кругова оборона міста-героя Маріуполя.
Відбито російський наступ в районі м. Мар'їнка
ЗСУ звільнили села Лукашівка та Слобода під Черніговом.
Фіксується часткове відведення БТГр російських військ від Києва, Димера, Чорнобиля та Славутича, Чернігівщини. ЗС РФ проводили передислокацію частини військ з-під Києва і Чернігова на схід для організації оточення ЗСУ в зоні ООС.
Командування полку Національної гвардії «Азов» закликало військово-політичне керівництво України провести операцію з деблокади Маріуполя.
Ракетний удар по в/ч у Дніпропетровській області. Обстріляно нафтобазу в Фастові.
Російські військові збільшили кількість повітряних вильотів, їх авіаудари були зосереджені в основному на районах Києва, Чернігова, Ізюма на південь від Харкова та на Донбасі За даними Державної атомної компанії України «Енергоатом», більшість російських військ виведена з Чорнобильської АЕС до кордону України.. Представник оборонного відомства США також повідомив, що російські війська згорталися в районах на північ і північний захід від Києва, включаючи аеропорт Гостомель. На окремих ділянках українські війська продовжували контратаки, відвойовуючи населені пункти Затишшя, Малинівку, Веселе, Зелений Гай і Червоне в Запорізькій області та Слободу і Лукашівку в Чернігівській області. Російські війська стверджували, що захопили Золоту Ниву в Донецькій області та Житловку в Луганській області.
Міжнародний комітет Червоного Хреста (МКЧХ) повідомив, що гуманітарний конвой прямує для доставки допомоги та евакуації мирного населення з обложеного міста Маріуполя. Пізніше віце-прем'єр-міністр Ірина Верещук повідомила, що дванадцять українських вантажівок змогли доставити гуманітарні вантажі до Маріуполя, але постачання були захоплені російськими військами.

## Основні події березня 2022 року
Бої тривали на підступах до Києва (Гостомель, Ірпінь, Буча, Бровари), Харкова, Чернігова, Сум, Маріуполя, Миколаєва, Енергодара, Волновахи, Новоайдара. ЗС РФ спробували захопити Миколаївську область і форсувати Південний Буг.
1 березня — наступ і вуличні бої у Херсоні, на околицях Чернігова і під Крутами. Штурм Вознесенська (1-3 березня). Російські війська трьома колонами зайшли до Тростянця. Повністю оточено Маріуполь.
Європарламент рекомендував надати Україні статус кандидата на вступ до ЄС.
Оператор російського газогону «Північний потік-2» Nord Stream 2 AG змушений оголосити себе банкрутом через санкції Заходу.
2 березня — залишено Старобільськ, Токмак, Новопетрівку. Під Києвом тимчасово вибили ворога з Макарова. Окупанти підійшли до Василівки на Дніпрі. Ворог намагався атакувати у напрямку Вознесенська, Балаклеї, Баштанки.
Генасамблея ООН ухвалила резолюцію з вимогою до Росії припинити застосування сили в Україні та вивести війська. За проголосувала 141 держава, проти — пʼять (Росія, Білорусія, Сирія, КНДР, Еритрея), утрималися 35 (серед них Китай, Індія, ПАР, Казахстан, Пакистан, Іран, Ірак, Куба, ЦАР).
3 березня — повідомлено про окупацію Новоайдара.
У Біловезькій Пущі відбувся 2-й раунд російсько-українських переговорів.
Головний прокурор Міжнародного кримінального суду (ICC) Карім Хан заявив, що почалося розслідування можливих військових злочинів, скоєних Росією.
За даними ООН, понад 1 млн людей залишили Україну з 24 лютого.
6 березня — ЗСУ звільнено м. Чугуїв.
Указом Президента України В.Зеленського № 111/2022 містам, які спричиняли найзавзятіший опір російським загарбникам, було присвоєно статус міст-героїв:
- Харків.
- Чернігів.
- Маріуполь.
- Херсон.
- Гостомель.
- Волноваха

Указом Президента України В.Зеленського від 24.03.2022 № 164/2022 також отримали статус міст-героїв:
- Буча
- Ірпінь
- Миколаїв
- Охтирка

7 березня — відбувся 3-й раунд російсько-українських переговорів щодо перемир'я.
9 березня — авіаудар по лікарні в Маріуполі, який припав на пологове відділення, внаслідок чого загинули троє людей, серед яких одна дитина, ще 17 постраждали.
11 березня — у місті Кремінна на Луганщині російські військові розстріляли з танка будинок для людей похилого віку, вбивши 56 людей.
Кремль оголосив про плани перекинути в Україну іноземних бойовиків, у тому числі до 16 тисяч сирійських бійців ІДІЛ.
Повідомляється, що Путін звільнив кількох генералів і заарештував співробітників розвідки ФСБ під час внутрішньої чистки.
12 березня — Російські війська провели новий наступ на північний схід від Херсона вздовж західного берега Дніпра до району Нововоронцовки.
16 березня — в Маріуполі скинуто потужну авіабомбу на драматичний театр, в якому переховувались сотні цивільних осіб, значна частина яких загинула. Разом з тим завдано удару по басейну «Нептун».
17 березня — росіяни закріплюються на околицях Рубіжного
18 березня — За оцінками агентства ООН з питань міграції, через вторгнення військ Росії близько 6,48 мільйона українців стали внутрішніми переселенцями, а ще 3,2 мільйона людей виїхали за кордон.
20 березня — На час воєнного стану в Україні заборонено діяльність низки проросійських та потенційно (або вже фактично) колабораціоністських політичних сил, зокрема, ОПЗЖ.
21 березня — часткові успіхи під Миколаєвом і повторне звільнення смт Макарів на Київщині
24 березня — вранці в порту окупованого Бердянська знищено великий десантний корабель «Саратов» ЧФ ВМФ  РФ (первинно повідомлялось про ВДК «Орськ») і пошкоджено ще 3 плавзасоби.
26 березня — входження ворожої техніки до м. Славутич після чотириденних боїв.
Візит Президента США Дж. Байдена до Жешува та Варшави, де він зустрівся з президентом Польщі, міністрами оборони та закордонних справ України, українськими біженцями і висловив безумовну підтримку Україні, засудивши Росію.
27 березня — Звільнення від окупантів сел Малинівка і Поповка Запорізької області, села Гусарівка, що на південь від окупованої Балаклії в Харківській області.
28 березня — Повідомлено про звільнення Ірпеня під Києвом, сіл Мала Рогань і Вільхівка на Харківщині.
У Київ повернулось посольство Словенії.
29 березня — ракетним ударом вранці зруйновано будівлю Миколаївської ОДА, загинуло 37 осіб.
У Стамбулі відбулися перемовини щодо перемир'я між українською (М. Подоляк і Д. Арахамія) та російською (В. Мединський) делегаціями за посередництва Президента Туреччини Р. Ердогана. Україна вимагає для себе міжнародних гарантій безпеки від провідних країн, а питання Криму і ОРДЛО винести в окремі пункти. Росія вирішила «кардинально скоротити бойові дії» на Київському та Чернігівському напрямках, — заявив заступник міністра оборони РФ Олександр Фомін після перемовин у Стамбулі.
30 березня — ЗСУ звільнили с. Слобода в Чернігівському районі, села Орлове, Заградівка, Кочубеївка на півночі Херсонщини.
Генеральний штаб ЗСУ відзначає певне часткове переміщення окремих підрозділів з Київського та Чернігівського напрямів на Харківський і Донецький напрямки.
У Збройних силах України з'явився легіон «Свобода Росії». До нього входять добровольці із числа колишніх російських військових.
З України (переважно через західні кордони) виїхали на цю дату 4,056 млн осіб, в основному жінок і дітей (2 млн.); також налічується ще близько 6,5 млн внутрішніх переселенців (зокрема, 2,5 млн дітей).
31 березня - визволено села на півночі Херсонщині: Нововоронцовка, Мала Шестерня, Новогригорівка, Тополине, Князівка, Краснівка, Свободне, Кам'янка, Пригір'я, Кочубєївка, Орлове, а також Лукашівка та Слобода під Черніговом.

Продовження хронології — у статті Хронологія російського вторгнення в Україну (квітень 2022).